# Девід Боуї
Девід Боуї (англійською [ˈboʊi]) (справжнє ім'я Девід Роберт Джонс англ. David Robert Jones, David Bowie; 8 січня 1947, Лондон, Велика Британія — 10 січня 2016, Мангеттен, Нью-Йорк, США) — британський рок-музикант, співак, продюсер, аудіоінженер, композитор, художник, актор.
Грав на багатьох музичних інструментах: саксофоні, гітарі, клавішних, губній гармоніці, кото, мандоліні, альті, скрипці, віолончелі та стилофоні. Також знімався в кіно — його фільмографія налічує понад 30 фільмів.
Упродовж кар'єри альбоми Боуї розійшлися тиражем понад 136 мільйонів примірників, відповідно до звіту газети «Sunday Express» 2003 року Боуї був другим після Пола Маккартні найбагатшим музикантом Великої Британії. 1996 року його ім'я було занесено до Зали слави рок-н-ролу
, 6 альбомів представлено у Списку 500 найкращих альбомів усіх часів за версією журналу Rolling Stone. Вважається одним із найвпливовіших музикантів ХХ століття.

## Життєпис

### 1947—1962: ранні роки

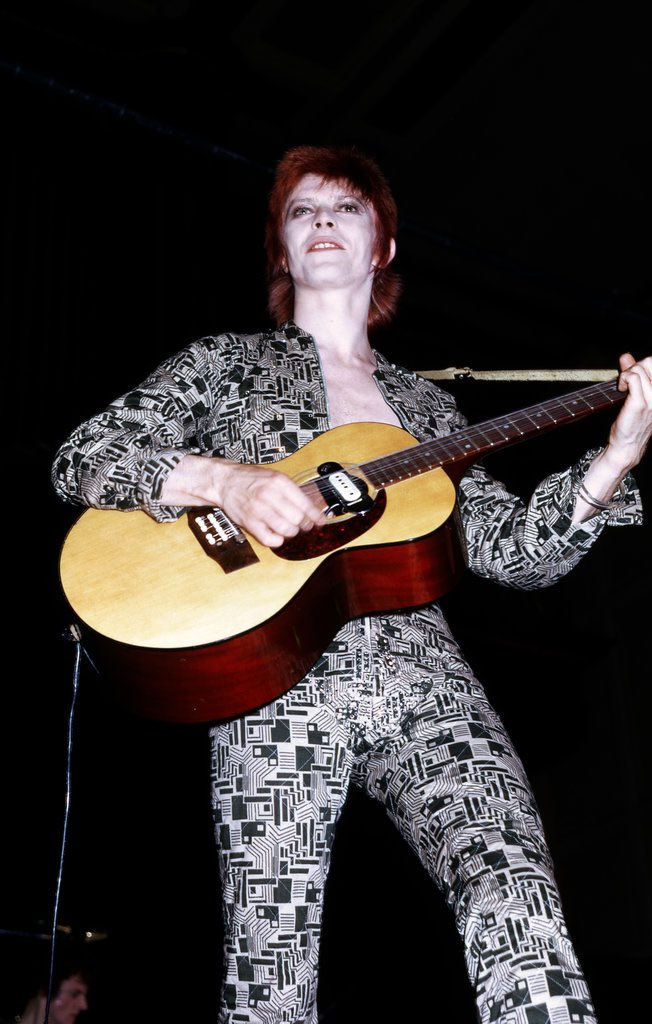
Девід Боуї з акустичною гітарою, під час першого етапу Ziggy Stardust Tour

Девід Боуї (ім'я при народженні — Девід Роберт Джонс) народився в лондонському районі Брикстон. Батьки одружилися у вересні 1947 року, вже після народження сина. Мати Девіда, Маргарет Мері «Пеггі» (уроджена Барнс), має ірландські корені. Вона працювала офіціанткою в кінотеатрі, а його батько Гейворд Стентон Джон Джонс — співробітником із просування в дитячому благодійному фонді Barnardo's. Родина мешкала за адресою Стенсфілд-Роуд, 40, на межі між Брикстоном і Стоквеллом у південному лондонському районі Ламбет. Один із сусідів згадував: «Гірше місце і час для дитинства, ніж Лондон 1940-х, годі й уявити». До шести років навчався в підготовчій школі Стоквелла, де здобув репутацію талановитої та цілеспрямованої дитини, і водночас забіяки.
1953 року родина Боуї переїхала до Біклі, потім до Бромлі Коммон, і зрештою, 1955 року, до Сандрідж Парк. Там Девід пішов до початкової школи Burnt Ash Junior School, розташованої на Рейнджфілд-Роуд (нині ця школа має назву Burnt Ash Primary School). У 1957—1958 роках він грав за футбольну команду школи. У шкільному хорі голос Девіда оцінювали як «задовільний», а в грі на блокфлейті він показав здібності вищі за посередні. У дев'ять років він показав надзвичайно вигадливі рухи в щойно відкритому класі музики й танцю: учителі називали його інтерпретації «яскраво артистичними», а його поставу «чудовою» як для дитини. Того ж року його інтерес до музики ще більше посилився, коли батько приніс додому колекцію платівок American 45, серед яких були записи The Teenagers, The Platters, Фетса Доміно, Елвіса Преслі і Літла Річарда. Прослухавши пісню Літла Річарда «Tutti Frutti», згодом Боуї скаже, що «чув Бога».

Девід був вперше вражений Елвісом Престлі коли побачив, як кузина танцює під «Hound Dog», невдовзі після її виходу 1956 року. За словами Крістіни, вони з Девідом «танцювали наче одержимі ельфами» під записи різних виконавців. На кінець наступного року Боуї взявся за укулеле і саморобний бас і став брати участь у скіфл-сесіях з друзями. Водночас він почав грати на фортепіано. Його сценічні номери були в стилі Преслі і Чака Беррі, яких він обожнював. Учасники місцевого скаутського руху Wolf Cub характеризують їх як «гіпнотичні… ніби їх виконує прибулець». Тим часом, Боуї провалив загальнонаціональний випускний іспит, після чого вирушив навчатися в Технічну старшу школу Бромлі, нині відому під назвою Школа Рейвенс Вуд. Біограф Боуї Крістофер Сендфорд (англ. Christopher Sandford) так описує цю незвичайну технічну школу:
|  | Попри свій статус, на момент прибуття Девіда 1958 року, заклад мав багато таємних ритуалів, як і будь-яка [англійська] громадська школа. Були факультети, названі на честь державних діячів 18-го століття — Пітта і Вілберфорса. Існувала єдина і продумана система заохочень та покарань. Особливу увагу приділяли мовам, наукам і особливо дизайну, де під керівництвом Оуена Фремптона квітла колегіальна атмосфера. За спогадами Девіда, Фремптон мав великий вплив у школі завдяки силі свого характеру, а не інтелекту. Його колеги по коледжу не мали ані того, ані того. Вони радо віддавали своїх найталановитіших учнів у гуманітарні науки. Порядки були такими ліберальними, що Фремптон активно заохочував свого власного сина Пітера продовжувати музичну кар'єру з Девідом. Їхня співпраця ненадовго відновилася 30 років по тому (під час Glass Spider Tour).Оригінальний текст (англ.) Despite its status it was, by the time David arrived in 1958, as rich in arcane ritual as any [English] public school. There were houses, named after eighteenth-century statesmen like Pitt and Wilberforce. There was a uniform, and an elaborate system of rewards and punishments. There was also an accent on languages, science and particularly design, where a collegiate atmosphere flourished under the tutorship of Owen Frampton. In David's account, Frampton led through force of personality, not intellect; his colleagues at Bromley Tech were famous for neither, and yielded the school's most gifted pupils to the arts, a regime so liberal that Frampton actively encouraged his own son, Peter, to pursue a musical career with David, a partnership briefly intact thirty years later. |

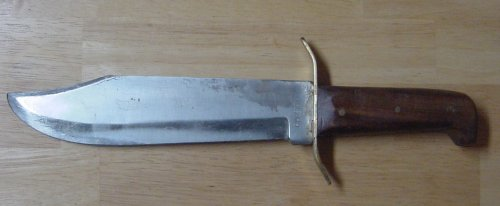
, від якого Девід Боуї взяв свій псевдонім

Боуї вивчав мистецтво, музику і дизайн, зокрема верстку та набір тексту. Його єдиноутробний брат Террі познайомив Девіда із сучасним джазом, і той захопився такими музикантами як Чарльз Мінгус і Джон Колтрейн, тож 1961 року мати подарувала йому саксофон Ґрафтон. Невдовзі він почав брати уроки у баритон-саксофоніста Ронні Росса.
Коли Боуї було 15 років, він побився через дівчину зі своїм приятелем Джорджем Андервудом: Андервуд ударив Боуї в ліве око, і той на чотири місяці потрапив до лікарні. Лікарі провели низку операцій і визначили, що повністю відновити зір неможливо. Травма спричинила порушення сприйняття глибини та анізокорію (постійно розширену зіницю). Виникло хибне враження про зміну кольору райдужної оболонки ока, помилково засвідчуючи гетерохромію (коли райдужні оболонки мають різний колір). Це стало однією з найвпізнаваніших рис Девіда. Попри бійку, Андервуд та Боуї залишилися хорошими друзями, Андервуд створював обкладинки для його ранніх альбомів.
У дитинстві Боуї навчився грати на саксофоні та акустичній гітарі; пізніше — став мультиінструменталістом (електрогітара, дванадцятиструнна гітара, клавішні, фортепіано, клавесин, губна гармоніка, синтезатор, мелотрон, стилофон, ксилофон, вібрафон, кото, ударні та перкусія). Девід Боуї — лівша, проте грав на гітарі як правша.

### 1962—1968: від Kon-rads до Riot Squad
Навчаючись у школі, Боуї був учасником шкільного аматорського гурту «George & The Dragon». Його участь у цьому гурті перервалась через бійку з Андервудом і пошкоджене око.
Перейшовши від пластмасового саксофона до реальних інструментів 1962 року, Боуї в 15 років організував свій перший професійний гурт The Kon-rads, який грав рок-н-рол з гітарною основою на місцевих вечірках та весіллях. У складі було від чотирьох до восьми учасників, і Андервуд був серед них. Через рік він пішов з Технічної старшої школи Бромлі і повідомив батькам про свій намір стати попзіркою. Мати швидко знайшла синові роботу помічником електрика. Розчарований обмеженими амбіціями своїх товаришів по гурту, Девід залишив The Kon-rads і перейшов в іншу команду — The King Bees, після чого написав листа новоспеченому мільйонерові Джону Блуму, який зробив статки на продажу пральних машин, пропонуючи йому «зробити для нас те, що Браян Епштейн зробив для Бітлз, і… заробити ще один мільйон». Блум не відповів на пропозицію, але передав його Леслі Конну (англ. Leslie Conn), партнерові Дика Джеймса (який видавав пісні Бітлз разом з Епштейном), що привело до укладення першого контракту Девіда Боуї з менеджером.
На початку 1960-х років Боуї виступав під своїм власним іменем, або під псевдонімом «Дейві Джонс», який мав два написання — Davy і Davie, що створювало плутанину з Дейві Джонсом з The Monkees. Щоб уникнути цього, 1966 року він взяв псевдонім Боуї на честь героя Техаської революції: бувши великим шанувальником Міка Джаггера, він дізнався, що «джаггер» у перекладі зі староанглійської означає «ніж», тому Девід взяв собі схожий псевдонім (Ніж Боуї — тип мисливських ножів, названий на честь Джеймса Боуї). Днем народження «Девіда Боуї» вважають 14 січня 1966 року. Саме цього дня він уперше з'явився під таким ім'ям з гуртом The Lower Third на обкладинці платівки «Can't Help Thinking About Me». Конн швидко почав просувати Боуї. Дебютний сингл співака «Liza Jane» вийшов під заголовком Davie Jones and the King Bees і не мав комерційного успіху. Незадоволений The King Bees та їх репертуаром, що базувався на композиціях Гавліна Вульфа і Віллі Діксона, Боуї покинув гурт менш ніж через місяць, щоб приєднатися до Manish Boys, іншого блюзового колективу, який виконував композиції в жанрах фолк і соул. «Я мріяв бути їхнім Міком Джаггером», — згадував музикант. Черговий сингл «I Pity the Fool» випустила компанія звукозапису Parlophone. Як виконавці були вказані The Manish Boys і Davy Jones. Пісня виявилася успішнішою, ніж «Liza Jane». Незабаром Боуї знову поміняв гурт, увійшовши до складу блюз-тріо Lower Third, які перебували під сильним музичним впливом The Who. Записаний ними «you've Got a Habit of Leaving» продавався не краще за попередні сингли Боуї (він вийшов під заголовком David Bowie (and The Lower Third), на фірмі Pye Records), ознаменувавши закінчення контракту з Конном. Заявивши, що він йде з шоу-бізнесу «для вивчення у театрі пантоміми Sadler's Wells», Боуї, втім, залишився в складі Lower Third. Його новий менеджер Ральф Гортон (англ. Ralph Horton), який пізніше відіграв важливу роль у переході музиканта до сольної творчості, незабаром став свідком переходу Боуї в черговий гурт, Buzz, з яким той випустив свій п'ятий невдалий сингл «Do Anything You Say». Залишаючись з Buzz, він також приєднався до гурту Riot Squad; створені ними записи, серед яких була композиція Боуї і матеріал The Velvet Underground, не були видані. Кен Пітт, якого привів Гортон, обійняв посаду менеджера Боуї. З ним він працював до кінця десятиліття. На початку свого творчого шляху Боуї пройшов через блюз і «музику в стилі Елвіса», працюючи з багатьма британськими попстилями.

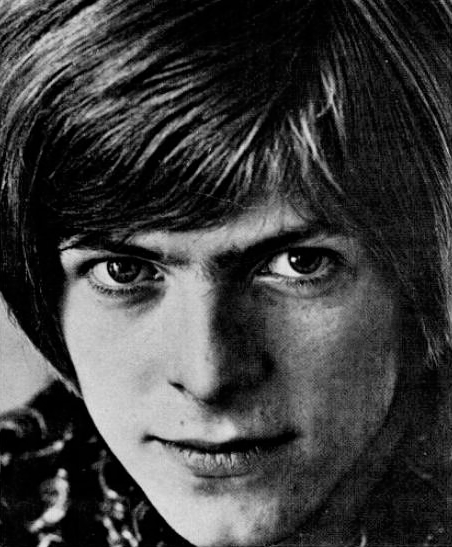
Боуї 1967 року

Контракт з дочірньою фірмою концерну «Decca» — «Deram» Deram Records приніс Девідові певну популярність, однак сингл та непогано розрекламований дебютний альбом артиста під назвою David Bowie знайшли мало прихильників. Це була суміш попмузики, психоделії та мюзик-холу. Боуї навіть намагався підняти свою популярність записом гумористичного синглу «The Laughing Gnome», в якому використав прискорений вокал стилю Chipmunk (ефект «вокалу-бурундука»), але й це не відкрило йому шлях до чартів. Після цього Боуї не записувався впродовж двох років. Його матеріал з лейблу Deram Records, з альбому і різних синглів згодом виходитиме на численних збірках.
Захоплення Боуї всім незвичайним простимулювала людина на ім'я Ліндсі Кемп, танцівник і мім, з яким познайомився молодий музикант: «Він жив на своїх емоціях і вплив чинив пречудовий. Його повсякденне життя було найтеатральнішою з вистав, що мені колись доводилося бачити. Для мене він був живим втіленням богемного життя. Я приєднався до цирку». Кемп своєю чергою згадував: «насправді я не вчив його бути артистом-мімом, а більшою мірою бути собою за рамками повсякденного… я допоміг йому звільнити ангела і демона, які складають його сутність». Вивчаючи під керівництвом Кемпа драматичні мистецтва — від театрального авангарду до пантоміми і комедії дель арте — Боуї поринув у створення характерів, образів і персонажів, представлених пізніше світу. 1967 року Боуї продав свої перші пісні іншому музиканту на ім'я Оскар (ранній варіант псевдоніма актора і музиканта Пола Ніколса). Боуї написав оскарівський третій сингл «Over The Wall We Go», який висміював життя у британській в'язниці. Іншу композицію Боуї, «Silly Boy Blue», випустив Біллі Ф'юрі наступного року. Після того, як Кемп звів Боуї з Герміоною Фартингейл для складання поетичного менуету, пара почала зустрічатися і незабаром стала жити разом на квартирі в Лондоні. Герміона, яка грала на акустичній гітарі, організувала гурт з Боуї і басистом Джоном Хатчінсоном. Від вересня 1968 року до розлучення пари на початку 1969 року, тріо дало кілька концертів, стиль яких поєднував фолк, біт, поезію і пантоміму. Наприкінці 1968 року черговий менеджер Боуї Кеннет Пітт спродюсував півгодинний промофільм під назвою «Love You till Tuesday» за участю Боуї, який виконав кілька пісень, але він залишався невиданим до 1984 року.
Як зізнавався сам Боуї пізніше, він «хотів прославитися, але не знав, як це зробити, і протягом 1960-х перепробував усе, що міг, в театрі, образотворчому мистецтві та музиці». Безумовно, на творчий стиль Боуї того періоду вплинув Сід Барретт, фронтмен Pink Floyd, який тоді вже покинув гурт через проблеми з наркотиками. «Ймовірно, що саме Сід Барретт прищепив цю ідею Девіду (новаторство в рок-музиці), який не просто підхопив музичну течію, але зрозумів, що сталося з Сідом, чому він пішов з Pink Floyd, як він повільно божеволів і відходив на задній план; безумовно, Сід дуже надихав його», — заявив Тоні Вісконті. «У Сідові було щось не від світу цього, і це мене дуже приваблювало. Він був схожий на Пітера Пена», — говорив сам музикант. Девід Боуї зробив новаторство формою мистецтва.

### 1969—1973: від психоделічного фолку до глем-року

#### «Space Oddity»
Здобути популярність Девіду не допомагали ні навчання у трупі Ліндсея Кемна, ні участь у телевізійному фільмі «Love You Till Tuesday». Деякий час потенційна зірка виступала у різних кабаре, наслідуючи свого естрадного кумира Ентоні Ньюлі, а записи синглів щоразу для нової фірми так і не приносили успіху.
Перспективи завоювати музичну сцену дедалі більше віддалялися, однак несподівано восени 1969 року його черговий сингл з піснею «Space Oddity» («Дивний випадок у космосі»), що розповідала про втечу від цивілізації та її проблем у космічний простір, а також про космічну самотність, потрапив на десяте місце британського чарту.
Боуї написав цю пісню за рік до того, але записав і випустив одночасно з першою висадкою астронавтів на Місяць. У баладі, яка каламбурно обігрує назву культового фантастичного фільму Стенлі Кубрика «Космічна одіссея 2001 року(англ. 2001: A Space Odyssey, 1968; odyssey — мандрівка, oddity — дивина) і оповідає про історію майора Тома — астронавта, „який загубився в космосі“, — вбачали, як і у фільмі Кубрика, алегорію наркотичного тріпу. Боуї додавав останні штрихи до пісні, живучи з Мері Фінніген як її квартирант. Тоді ж Фінніген, Боуї, Крістіна Остром і Баррі Джексон очолили артпроєкт „Фольк-клуб“, що влаштовував недільні вистави в пабі „Три бочки“ на Бекенхем-хай-стріт на півдні Лондона. Ініціатива швидко набувала популярності: в серпні 1969 року проєкт, який до того часу змінив назву на Beckenham Arts Lab („Лабораторія мистецтв Бекенхем“), організував у місцевому парку безкоштовний музичний фестиваль (пізніше Боуї увічнив його у своїй пісні „Memory of a Free Festival“). У 1969—1970 роках BBC використовували Space Oddity у своїх репортажах про висадку на Місяць екіпажу Аполлона-11 і політ Аполлона-13, а також в телевізійній рекламі стилофона, в якій Боуї грав на цьому інструменті.
На жаль, Боуї не вдалось підтримати успіх наступним синглом і після невдачі твору „The Prettiest Star“ критики вважали артиста сенсацією на мить. Альбом
Space Oddity вийшов у листопаді 1969 року і спочатку мав назву „David Bowie“, що зумовило певне непорозуміння, адже перший альбом Боуї вже продавався під цією назвою у Великій Британії. У США платівка спочатку вийшла під назвою „Man of Words, Man of Music“, — щоб усунути цю плутанину. 1972 року лейбл RCA Records перевидав альбом як Space Oddity; ця назва збереглася дотепер. Альбом „Space Oddity“ викликав у слухачів змішанні почуття.

#### Образ Зіггі Стардаста
1970 рік приніс істотні зміни як у особистому житті Боуї, так і в його артистичній кар'єрі: смерть батька, психічне захворювання брата Террі, одруження з Анджелою Барнетт і нарешті розрив контракту з Кеннетом Піттом, чиє місце зайняв дуже заповзятливий Тоні Де Фріз. Однак, попри всі ці події Боуї вдалось закінчити роботу над своїм третім альбомом „The Man Who Sold The World“. Його допомагали записувати гітарист Мік Ронсон, ударник Мік Вудменсі та відомий продюсер Тоні Вісконті, який зіграв партію на бас-гітарі. Акустичне звучання попередніх альбомів змінинилось на важкий рок. Велика частина альбому нагадує британський хеві-метал того періоду, але альбом мав деякі незвичайні музичні ходи, такі, як використання у заголовній пісні латиноамериканських звуків та ритмів.
Тексти на цьому альбомі розповідали, наприклад, про сексуальні розбещення („The Width Of A Circle“), психічні розлади („All The Madmen“), похмурі антиутопії („Saviour Machine“) та ніцшеанський нігілізм („The Supermen“). До всіх цих тем артист ще не раз повертався у наступних роботах. Обурення критиків викликала обкладинка музичного диска, на якій Боуї зображений переодягненим у жіночу сукню; цей ранній приклад використання андрогінности, як і важче звучання, згодом дали привід деяким музичним критикам вважати саме цю роботу Боуї „початком ери глем-року“. У США альбом спочатку вийшов з мальованою обкладинкою, на якій самого Боуї не було.
Де Фрізу вдалось влаштувати для Боуї багаторічний контракт з фірмою „RCA“ і 1971 року з'явився альбом „Hunky Dory“.
Наступний альбом співака — Hunky Dory, який вийшов 1971 року. Платівка характерно відрізнялася від попередньої легшим настроєм, а в деяких творах музикант повернувся до акустичного звучання. На увагу заслуговували композиція „Changes“, футурологічні мотиви „Life On Mars“, що контрастували з урочистим „Kooks“ та похмурим „The Bewlay Brothers“. Композиція „Kooks“ була присвячена синові Боуї — Данкану, який народився 30 травня того самого року. Пісня Oh! You Pretty Things» (спочатку пісня вийшла як сингл у виконанні Пітера Нуна з гурту Herman's Hermits, в якому Боуї грав на фортепіано) досягла дванадцятого місця в хіт-параді Великої Британії). Пісня «Bewlay Brothers» була напівавтобіографічною, а «Quicksand» написаною під впливом буддизму. У текстах молодий автор пісень/композитор також віддав данину поваги своїм кумирам у піснях «Song for Bob Dylan», «Andy Warhol» і «Queen Bitch», яку Боуї дещо загадково зазначає на обкладинці диска, вказуючи як стилізацію під The Velvet Underground. Попри довершеність, платівка Hunky Dory не стала бестселером, але вона заклала основи для переходу, що відбувся за вісімнадцять місяців в 1972—1973 роках, який найближчим часом виведе Боуї в перші ряди зірок і принесе йому чотири альбоми, а також вісім синглів, які потрапили в найкращу десятку хіт-парадів Великої Британії.
1971 року Боуї поїхав до Нью-Йорка і зустрів гурт, який підказав йому новий напрям у творчому розвитку. «Гурт The Velvet Underground став для мене дуже важливим, я відчув у ньому незвичайну експресію, несхожу на інших, в Underground, по-моєму, був найбільш приголомшливий звук, суміш року та авангарду в своєрідній жорсткій комбінації», — розповідав співак. Наслідуючи приклад The Velvet Underground, Боуї в новому десятилітті відразу ж створив рок-гурт, не схожих на інші, якому дав назву Hype. Крім Боуї, до складу входили Мік Ронсон і Мік Вудменсі на гітарі та ударних відповідно, а також Тоні Вісконті на басу.
За словами біографа Ніколаса Пегга (автор книги «Complete David Bowie»), «Hype була більше орієнтована на рок, ніж те, що він робив раніше. І пісні, і саме уявлення (шоу) явно перебували під впливом гурту The Velvet Underground. Особливо одна з пісень гурту — „Waiting for the Man“>. Але навіть номер в дусі Velvet не врятував в той вечір Боуї і його гурт. „Ми грали концерт у Roundhouse у Лондоні і вирішили: треба якось виділитися — давайте не будемо на сцені у звичайних сорочках, джинсах, з довгим волоссям, як роблять усі“, — згадував Вісконті. Всі учасники одягли новаторські, епатажні костюми. „На нас навіть не шикали, це був найневдаліший вечір у нашому житті, тому що ми пишалися собою, а ніхто навіть не дивився на сцену, тож все було даремно. Але, наскільки я пам'ятаю, це було чудове шоу, для мене почався театр (сміється)“, — продовжував Боуї. „Думаю, для Девіда це був знаменний вечір, за моєю теорією саме тоді все й почалося, Hype виразно стала попередницею гурту The Spiders from Mars“, — зазначав Тоні Вісконті.
Далі Боуї використав створену мас-медіа скандальну історію навколо себе і виступив на британському турне, під час якого шокуюче вбрання, вокальні можливості та справжні перлини з нового репертуару дозволили йому постати перед слухачами у повному блиску. Ці виступи стали початком нового етапу у кар'єрі артиста. Відтоді Девід почав експериментувати з різними новими задумами та ідеями, які часто не пасували йому, але постійно справляли велике враження на слухачів.
Боуї продовжив подальше дослідження свого андрогінного іміджу на концептуальному альбомі The Rise and Fall of Ziggy Stardust and the Spiders from Mars, який вийшов у червні 1972 року. Завдяки цьому твору, за словами біографа Девіда Баклі (англ. David Buckley), музикант „кинув виклик основним канонам рок-музики тих днів“ і „створив, можливо, найбільший культ у популярній культурі“. Боуї виступив на ньому у ролі апокаліптичної рок-зірки, чий злет і падіння супроводжували кінець світу. Катастрофічному виклику „Five Years“ пасували колись близькі артисту космічні мотиви („Star-man“, „Lady Star-dust“, „Moonage Daydream“), а також фінальний виступ у „Rock'n'Roll Suicide“. Девід Боуї наполегливо вимагає від журналістів не називати його минулим псевдонімом, постійно нагадуючи їм, що він Зіггі Стардаст. Звучання альбому поєднувало в собі елементи хард-року з альбому The Man Who Sold the World з мелодійним експериментальним роком з Hunky Dory і глем-роком, що швидко набирав обертів, лідерами якого були Марк Болан і гурт T. Rex. Багато пісень з альбому стали класикою року, зокрема, „Ziggy Stardust“, „Moonage Daydream“, „Rock 'n' Roll Suicide“, „Starman“ і „Suffragette City“.
10 лютого 1972 року в пабі „Toby Jug“ в місті Толворті відбувся перший британський концерт Боуї в амплуа Зіггі Стардаста. Виступ справив фурор і став тим самим імпульсом, який катапультував співака до слави. На хвилі успіху Девід здійснив масштабне турне по Великій Британії. Протягом наступних шести місяців він створив, як писав Девід Баклі, „культ Боуї“, який був унікальний — його вплив тривав довше і був більш творчим ніж, можливо, будь-яка інша сила в поп-фандомі». Під час туру він виступав у креативних нарядах, які розробив Кансай Ямамото, зі своїм знаменитим вогненно-червоним маллетом. Під час гастролей Боуї супроводжувала група з трьох музикантів, під назвою The Spiders from Mars: Мік Ронсон (гітара), Тревор Болдер (бас) і Вуді Вудменсі (ударні). Це був перший тур, в якому Боуї відвідав США, його перший виступ відбувся 22 вересня 1972 року в Мюзик-холі Клівленда, штат Огайо (в якому розташована знаменита Зала слави рок-н-ролу). Альбом досяг п'ятого місця у чарті Великої Британії, а сингл «Starman» піднявся на десяту позицію хіт-параду. Успіх цих релізів зробив Боуї зіркою, і незабаром альбом Hunky Dory, який вийшов шістьма місяцями раніше, перевершив результат The Rise and Fall of Ziggy Stardust and the Spiders From Mars, потрапивши в першу трійку британських чартів. Водночас неальбомний сингл «John, I'm Only Dancing» (не виходив у США до 1979 року) досяг у Великій Британії дванадцятого рядка, а сингл «All The Young Dudes», який він написав і спродюсував для гурту Mott the Hoople, досяг у Великій Британії третього місця (для гурту ставши найпопулярнішим синглом в її історії і єдиним, що потрапив у американський топ-40). Спочатку Боуї запропонував учасникам Mott the Hoople пісню «Suffragette City», але гуртові вона не сподобалася. Тоді він за короткий час написав нову пісню. За розповідями очевидців, він просто сів на підлогу, схрестивши ноги, навпроти соліста і взявся за написання пісні. Ця пісня стала гімном глем-року. При цьому Девід Боуї вважає, що її неправильно інтерпретують. Насправді це похмура апокаліптична пісня. «Новина», яку закликає розповідати співак, це та ж новина, про яку йдеться в пісні «Five Years» з альбому The Rise and Fall of Ziggy Stardust and the Spiders from Mars: людству залишилося лише п'ять років. «Це не гімн молоді, як думають люди, а точнісінько навпаки», — говорив Боуї. Пісню виконувало кілька десятків музикантів, включаючи таких відомих, як Брюс Дікінсон, Оззі Осборн, Рінго Старр, Massive Attack і Judas Priest.
Водночас Боуї почав просувати і продюсувати своїх кумирів рок-н-ролу, з двома з яких познайомився в популярному нью-йоркському нічному клубі Max's Kansas City. Разом з Ронсоном він спродюсував альбом Transformer, що забезпечив Лу Ріду, в недавньому минулому — вокалісту Velvet Underground, перший сольний успіх. Потім Іггі Поп з гуртом The Stooges за підтримки Боуї і MainMan Productions записали свій третій альбом Raw Power. На записі альбому Боуї не був присутній, але займався його зведенням. На альбомах Transformer Лу Ріда і The Idiot Іггі Попа Боуї виконав партії бек-вокалу. «Найактуальніший рок-композитор сучасності — Лу Рід, — заявив Боуї згодом в інтерв'ю Вільямові Берроузу, — не через те, що він робить, а завдяки тому напрямку, який він обрав. Половини сучасних гуртів не існувало б, якби Лу Рід не взяв у руки гітару».
Кавери на пісні Боуї приносили успіх іншим артистам. Лу Рід виконав «Walk On The Wild Side», а гурт Mott The Hoople пісню «All The Young Dudes». Пісня «Oh You Pretty Things» з альбому «Hunky Dory» стала хітом у виконанні екслідера The Herman's Hermits Пітера Нуна. Навіть така далека від стилю Боуї співачка, як Lulu, потрапила до британського Тор 10 з власною версією «The Man Who Sold The World».

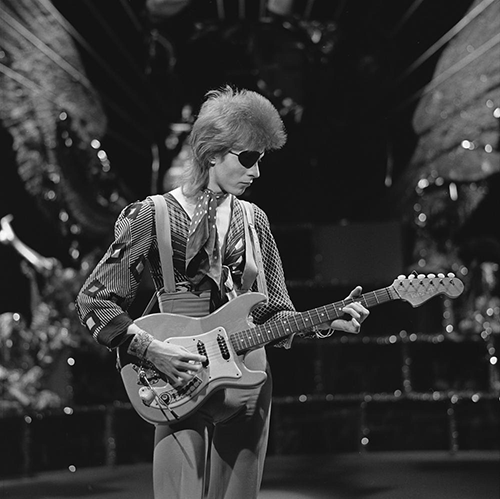
Боуї виконує «Rebel Rebel», 1974 рік

Тим часом The Spiders from Mars знову зібралися разом, щоб записати наступний твір маестро, Aladdin Sane, виданий у квітні 1973 року. Це був перший альбом Боуї, що став номером один у Великій Британії. «Зіггі вирушає в Америку», — так характеризував роботу сам автор; всі нові пісні він написав у дорозі — на кораблях, в автобусах або поїздах під час першого етапу його турне по США на підтримку альбому The Rise and Fall of Ziggy Stardust and the Spiders from Mars. На обкладинці альбому (яку Баклі називав «найдивовижнішою з усіх рок-обкладинок») Боуї зображений з зачіскою, як у Зіггі, і червоними, чорними, синіми блискавками на обличчі. Платівка містила композиції «Jean Genie» і «Drive-In Saturday», що стали хітами у Великій Британії, а також кавер-версію пісні The Rolling Stones «let's Spend the Night Together». Під час запису Aladdin Sane до команди Боуї приєднався клавішник Майк Гарсон, і його соло на однойменній пісні критики сприйняли, як одну з основних родзинок альбому.
Більш пізні шоу Боуї в образі Зіггі Стардаста, на яких виконувалися пісні з альбомів Ziggy Stardust і Aladdin Sane (а також кілька більш ранніх композицій, зокрема, «Changes» і «The Width of a Circle»), були ультратеатральними: деякі сценічними моменти — такі як роздягання Боуї до пов'язки сумоїста на стегнах, або симуляція орального сексу з гітарою Ронсона, — публіку шокували. Однак у період найбільшої слави, під час концерту у лондонському «Hammersmith Odeon» 4 липня 1974 року, Боуї заінтригував музичний світ інформацією про закінчення естрадної кар'єри. Незабаром з'ясувалося, що це не сам співак закінчує кар'єру, а його альтер его Ziggy Stardust. Співак оголосив: «З усіх шоу цього туру, це шоу особливе і залишиться з нами довше за всіх, тому що це не тільки останнє шоу туру, це — останнє шоу, яке ми будемо коли-небудь робити. Спасибі» (англ. «Of all the shows on this tour, this particular show will remain with us the longest, because not only is it the last show of the tour, but it’s the last show that we’ll ever do. Thank you.»). Зберігся запис цього шоу, знятий режисером Донном Аланом Пеннебейкером — Ziggy Stardust and the Spiders from Mars, а 1983 року вийшов також концертний диск під назвою Ziggy Stardust: The Motion Picture, після багатьох років блукання як аудіо-бутлега. Після цього фінального виступу The Spiders from Mars були розформовані.
Підбивши баланс прибутків, співак несподівано повернувся у світ своїх улюблених хітів другої половини шістдесятих років. Альбом Pin Ups, вийшов дещо нерівною кавер-версій хітів інших виконавців. Він вийшов у жовтні 1973 року. Він не був позбавлений геніальності інтерпретатора, як наприклад, в електроверсії «Sorrow» дуету The Merseys (дісталася третьої сходинки в чарті Великої Британії), а також шокував виконанням композиції «Let's Spend The Night Together» The Rolling Stones та цікавою підробкою твору The Kinks «Where Have All The Good Times Gone». Pin Ups став номером один в хіт-параді і найбільш комерційно успішним альбомом у Британії 1973 року. До цього часу Боуї вже дистанціювався від образу Зіггі Стардаста, однак ранні альбоми до цього часу стали надзвичайно популярними: The Man Who Sold the World знову вийшов 1972 року разом з другим альбомом Боуї Space Oddity. Композиція «Life on Mars?» з альбому Hunky Dory вийшла як сингл 1973 року і досягла 3-го рядка в хіт-параді Великої Британії. Того ж року перезаписаний сингл 1967 року «The Laughing Gnome» потрапив на шосте місце в британському чарті.

### 1974—1976: соул, R&B і образХудого Білого Герцога
Черговий лонгплей «Diamond Dogs» з'явився 1974 року після влаштованого спеціально для американського телебачення концерту Боуї у лондонському клубі «Marquee» під назвою «The 1980 Floor Show». Альбом містив концептуальний вступ, який зачитав сам Боуї, а також пісню-сюїту в декількох частинах («Sweet Thing/Candidate/Sweet Thing (reprise)»). Diamond Dogs — результат з'єднання двох різних ідей: мюзиклу про жителів постапокаліптичного міста і циклу музичних композицій, написаних під впливом роману Джорджа Оруелла «1984». Спочатку Боуї задумав використати назву цього твору, однак йому так і не вдалося отримати на це згоду спадкоємців автора. Боуї планував зняти кінофільм «Diamond Dogs», однак реалізувати цю ідею не вдалося. Також він збирався написати мюзикл за романом «1984», але втратив інтерес до цього проєкту через серйозні проблеми, що виникли з отриманням дозволу на адаптацію роману. Попри це він включив до свого сценарію ключові мотиви відомої книжки, такі як антиутопізм, сексуалізм та кохання, приречене на поразку. Однак самому альбому бракувало специфічного звучання музикантів з The Spiders From Mars. Турне-спектакль США та Канадою мало грандіозні масштаби, хоча недостатній бюджет все ж не дозволив Боуї повністю реалізувати свої задуми. До того ж у сценічному шаленстві губилась музика, що підтвердило прохолодне сприйняття критиками альбому «David Live» 1974 року.
Однак попри все це популярність музиканта у середині сімдесятих років сягнула зеніту.
«Diamond Dogs» продемонстрував зміщення музичного стилю Боуї в бік жанрів соул і фанк, яскравим прикладом якого є композиція «1984». В альбом увійшли такі хіти, як «Rebel Rebel» (5-те місце в хіт-параді Великої Британії) і «Diamond Dogs» (21-ше місце). Сам альбом досяг верхнього рядка британського чарту, зробивши Боуї найбільш «продаваним» артистом у Великій Британії 2-й рік поспіль. У США Боуї домігся свого першого великого комерційного успіху, оскільки альбом досяг п'ятої позиції в чарті. Боуї використав це і, враховуючи вимоги ринку, перевидав «Space Oddity», яка цього разу опинилася на вершині британського чарту. Подібний успіх здобув у США його сингл «Fame», на якому вокалістом і співавтором був Джон Леннон. Цей твір потрапив до чергового альбому «Young Americans», що презентував нове обличчя Боуї, який з успіхом звернувся до філадельфійського соулу. У цей самий час у немилість зірки потрапив Тоні Де Фріз, і співпраця між артистом та менеджером закінчилась судовим процесом. Також завершився його бурхливий шлюб з Енджі.
Одразу після випуску альбому Боуї почав масштабне турне Diamond Dogs Tour по Північній Америці, яке тривало з червня по грудень 1974 року. Тур мав високий сценічний бюджет, хореографію поставив Тоні Безіл, концерти містили безліч яскравих театральних спецефектів. Під час концертів Боуї перестав дотримуватися традиції виходу на біс. Під час шоу в Лос-Анджелесі концерт Боуї відвідав Майкл Джексон. Пізніше він висловився про дивні рухи музиканта, маючи на увазі місячну ходу. Спочатку цей танець з'явився ще в пантомімних п'єсах Боуї 1960-х років.
Тур був знятий Аланом Єнтобом для документального фільму «Cracked Actor». Стрічка, як багатьом здалося, підтвердила чутки про зловживання співаком кокаїну. Фільм показав розбитого і виснаженого Боуї, який нервово нюхає порошок на задньому сидінні лімузина. Девід стверджував, що ця сцена була для нього найнеприємнішою (англ. «there's a fly in my milk» — ложка дьогтю в бочці меду). Він також скаржився, що концертний альбом David Live, який в результаті вийшов, потрібно назвати «Девід Боуї живий і здоровий тільки в теорії», — можливо музикант посилався на свій заплутаний психологічний стан того часу. Втім, після виходу альбому Девід утвердився в статусі суперзірки. Альбом посів другу сходинку в хіт-параді Великої Британії і восьму — в США. На підтримку альбому вийшла кавер-версія «Knock On Wood». Сингл став хітом і досяг 10-ї позиції в хіт-параді Великої Британії. Після закінчення першої частини турне Боуї перестав використовувати велику кількість складних ефектів. Після річної перерви у Філадельфії, зробленої для запису нового матеріалу, тур відновився. Однак Diamond Dogs вже не здавалися актуальними. Боуї скасував сім концертів і дещо змінив склад гурту. Знову він повернувся на сцену у жовтні, продовживши тур під назвою Philly Dogs.
Багато шанувальників Зіггі Стардаста не розгледіли очевидних кліше соулу та фанку в останній роботі Боуї, вважаючи «новий звук Девіда» несподіваним і приголомшливим кроком. Альбом Young Americans 1975 року був дослідженням Боуї «філадельфійського соулу» — хоча сам він іронічно характеризував звук як «пластиковий соул» (англ. plastic soul). Альбом містив його перший хіт номер один у США «Fame», написаний у співавторстві з Карлосом Аломаром і Джоном Ленноном, які також виконали бек-вокал на пісні. Композиція ґрунтувалась на рифі, який склав Аломар, граючи кавер-версію класичної ду-воп мелодії «Foot Stompin», яку група Боуї включила в сет-ліст під час виступів у Філадельфії. Одним з бек-вокалістів на альбомі був молодий Лютер Вандросс, який також був співавтором і написав частину матеріалу для Young Americans. Пісня «Win» містила гіпнотичний гітарний риф, пізніше взятий Беком Хенсеном для основи треку «Debra» з його альбому Midnite Vultures. Попри самовпевнене визнання Боуї нікчемності його «пластикового соулу», він дійсно по праву заслужив честь стати одним з небагатьох білих музикантів, запрошених на «Soul Train» — популярну передачу про музику соул. Інший виступ співака на американському телебаченні в «Шоу Діка Кеветта» каналу ABC (5 грудня 1974 року), здавалося, підтвердив чутки про зловживання Боуї кокаїном в цей час, музикант поводився вкрай параноїдально. Young Americans зміцнив славу Боуї в США: хоча він посів лише 9-те місце в чартах (на противагу п'ятій сходинці альбому Diamond Dogs), цей альбом залишався в них удвічі довше. Альбом досяг другого рядку в хіт-параді Великої Британії, тоді як перевиданий старий сингл «Space Oddity» став першим хітом номер один Боуї у Великій Британії, лише через кілька місяців після того, як сингл «Fame» досяг того ж у США. В цей час Девід виступив з Шер на її другій телевізійній програмі Шоу Шер, на якій вони виконали попурі з власних пісень і популярних хітів, а також версію пісні «Fame».
Альбом Station to Station (1976) показав темнішу сторону його соул-персони (іміджу), названу «Худий Білий Герцог» (англ. Thin White Duke). Візуально образ був розширеним варіантом Томаса Джерома Ньютона — персонажа, якого Боуї зіграв у науково-фантастичному фільмі «Людина, яка впала на Землю», також він зазначив Френка Сінатру як модель для своєї нової ідентичності. Station to Station є перехідним альбомом, прообразом краут-року і синтезаторної музики в його Берлінській Трилогії і подальшим розвитком фанк- і соул-музики Young Americans. До цього часу Боуї став значною мірою залежним від наркотиків, зокрема, кокаїну, багато критиків пов'язували нецільний ритм і емоційний відрив запису з впливом наркотиків, до яких Боуї, як стверджували, пристрастився в Америці. Боуї відмовився поступатися телевізійним супутником, заброньованим для міжнародної презентації, що передувала випуску Station to Station, іспанському урядові, який бажав провести прямий ефір з приводу смерті іспанського диктатора Франсіско Франко. Його розум, за його власним визнанням, помутився від кокаїну: у нього було кілька передозувань протягом року. Крім того, Боуї фізично ослаб, сильно втративши у вазі.
Втім, був ще один великий тур, Isolar — 1976 Tour, що включав дуже змінений список композицій, у якому на перший план вийшли нові пісні, такі як драматична і довга «Station to Station», балада «Wild Is the Wind», «Word on a Wing», «Stay» і страхітлива «TVC 15». Основна група музикантів, яка об'єдналася навколо цього альбому і туру (ритм-гітарист Карлос Аломар, басист Джордж Мюррей і барабанщик Денніс Девіс), залишиться стабільним складом Боуї впродовж 1970-х років. Тур був дуже успішним, але в період гастролей співак загруз в низці політичних скандалів і дискусій. ЗМІ цитували скандальні коментарі Боуї, які той сказав у Стокгольмі: «Велика Британія могла б отримати вигоду від фашистського лідера». Його затримала митниця в Східній Європі за перевезення нацистської атрибутики. Виступаючи в образі Худого Білого Герцога, він зробив заяви в інтерв'ю Playboy, New Musical Express і шведській пресі, в яких висловлювався на підтримку фашизму і сприймав із захопленням Адольфа Гітлера. Боуї сказав наступне: «Велика Британія готова до фашистського лідера… Я думаю, Англія могла б отримати користь від фашистського лідера. Зрештою, фашизм є націоналізмом… Я дуже сильно вірю у фашизм: люди завжди працювали ефективніше за авторитарних лідерів» (англ. «Britain is ready for a fascist leader… I think Britain could benefit from a fascist leader. After all, fascism is really nationalism… I believe very strongly in fascism, people have always responded with greater efficiency under a regimental leadership»). Він також сказав наступне: «Адольф Гітлер був однією з перших рок-зірок» і «Потрібно, щоб фронт ультраправих повстав і все обтрусив зі своїх ніг, все довів до ладу» (англ. «Adolf Hitler was one of the first rock stars» and «You’ve got to have an extreme right front come up and sweep everything off its feet and tidy everything up»). 2 травня 1976 року в Лондоні відбувся так званий «Інцидент на станції Вікторія», коли Боуї, під'їжджаючи в мерседесі-кабріолеті, вітав натовп жестом, який дехто розцінив як нацистське вітання. Цей жест був знятий, і його фото опубліковано в New Musical Express. Сам Боуї рішуче заперечував подібні звинувачення і стверджував, що фотограф просто зняв його руку в русі, а пізніше звинуватив свої згубні звички і сам образ Худого Білого Герцога у своїх проблемах цього періоду: «Я був не у своєму розумі, абсолютно божевільний. Головною річчю, на якій я сконцентрувався, була міфологія… вся ця тематика про Гітлера і ультраправих… Я відкрив для себе Короля Артура…». Згідно зі спогадами драматурга Алана Френкса (англ. Alan Franks), який пізніше писав для газети «Таймс», «він був дійсно 'ненормальним'. Девід мав кілька дуже невдалих дослідів з важкими наркотиками».

### 1976—1979: берлінська ера
Інтерес Боуї до німецької музичної сцени, що розвивалася, як і пристрасть до наркотиків, змусили його переїхати в Західний Берлін, щоб «очиститися» і вдихнути нове життя у свою кар'єру. Винаймаючи квартиру в Шенебергу зі своїм другом Іггі Попом, Боуї створив ще три класичних альбоми (на всіх трьох співпрацював з Тоні Вісконті) і допомагав Іггі з його кар'єрою. З Боуї як співавтором і музикантом, Іггі Поп записав два перших сольних альбоми The Idiot і Lust for Life. Боуї приєднався до гастрольної групи Іггі Попа навесні, просто граючи на клавішних і виконуючи бек-вокал. Група виступала у Великій Британії, Європі та США з березня по квітень 1977 року.
Боуї вирушив до Нойнкірхена, неподалік від Бонна, щоб зустрітися зі знаменитим німецьким продюсером Конні Планком. Station to Station, ця аскетична, малозрозуміла платівка, відкрила новий етап у творчості Боуї і стала свого роду попередницею Low, першого з трьох альбомів, які стали відомими як «Берлінська Трилогія». Ці альбоми були написані у тісній співпраці з Браяном Іно і були найменш комерційними і водночас найсміливішими з усіх альбомів Боуї. Створений почасти під впливом краут-року таких гуртів, як Kraftwerk і Neu! і ознаменував перехід від оповідного стилю до абстрактніших форм, Low став хітом і дістався 3 рядка у Великій Британії, а пісню «Sound and Vision», що вийшла як сингл, радіостанція BBC використала як музичну тему на радіостанції BBC. Альбом був записаний 1976 року і вийшов на початку 1977 року.
Наступний альбом «Heroes» був багато в чому співзвучний Low, але був зрозуміліший для широкої аудиторії. Настрій цього альбому відповідає духу часу «холодної війни», символом якої була Берлінська стіна, що стала джерелом натхнення для Боуї. Однойменна пісня, що оповідає про двох закоханих, які таємно зустрічаються біля Берлінської стіни, є однією з найбільш переспівуваних пісень Боуї (її виконували Blondie, Oasis, Apocalyptica, Біллі Престон, Пітер Гебріел, Bon Jovi та десятки інших виконавців, також вона звучала в фільмі «Годзілла» і у фільмі «Мулен Руж!», вона увійшла в попурі для Ніколь Кідман і Юена Мак-Грегора). Текст з'явився після того, як Боуї побачив з вікна студії, що продюсер Тоні Вісконті обіймається з однією з його бек-вокалісток. Ця історія стала відомою тільки в 2000-х, тому що під час роботи над піснею Вісконті був одружений, і Боуї не став розповідати публіці про його любовні пригоди.
1977 року Боуї також з'явився на музичному шоу Marc, яке вів його друг і колега, піонер глем-року Марк Болан з T. Rex. Він виявився останнім гостем шоу, а Болан загинув в автокатастрофі невдовзі після цього. Боуї був одним з багатьох суперзірок, які були присутні на його похороні.
На Різдво 1977 року Боуї приєднався до Бінга Кросбі, гарячим прихильником якого він був, у телевізійній студії АТВ в Англії, щоб записати «Peace on Earth/Little Drummer Boy», нову версію пісні «Little Drummer Boy» з новим текстом. Отримане в результаті музичне відео на різдвяну тематику фактично було записано під час розпалу літньої спеки зі зламаним кондиціонером. Спочатку ці два співаки зустрілися на різдвяній телепередачі Кросбі за два роки до того (за рекомендацією дітей Кросбі — він сам до цього не чув про Боуї) і виконали пісню. Через місяць після завершення запису Кросбі помер. П'ять років по тому пісню покажуть всьому світові і вона стане різдвяним хітом, досягнувши в хіт-параді Великої Британії третьої позиції на Різдво 1982 року. Боуї пізніше зауважив жартома, що він боявся виявитися запрошеним артистом, тому що «до кого б я не прийшов — всі дають дуба» (англ. everyone I was going on with was kicking it), натякаючи на Болана і Кросбі.
1978 року Девід Боуї і його гурт вирушили у великий світовий тур (серед інших країн Боуї вперше відвідав Австралію і Нову Зеландію), в якому представили музику з альбомів Low і «Heroes». Концертний альбом з матеріалом туру вийшов того ж року під назвою Stage. Ця робота звучала значно цікавіше від попередньої подібної платівки «David Live». Пісні з альбомів Low і «Heroes» були пізніше перетворені в симфонії композитором-мінімалістом Філіпом Глассом. На концертах туру Девід Боуї часто виконував кавер-версію пісні «Alabama Song», написану Бертольдом Брехтом, шанувальником якого був. Потім він записав її в студії і випустив як сингл разом з акустичною версією «Space Oddity». Сингл досяг 23-го місця в британських чартах у грудні 1979 року. Надалі Боуї неодноразово виконував «Alabama Song» на концертах. 1978 року також записав альбом David Bowie Narrates Prokofiev's Peter and the Wolf, оснований на творі Сергія Прокоф'єва «Петя и Волк».
Після знімання у фільмі «Just А Gigolo» режисера Девіда Хеммінгса, Боуї повернувся до співпраці з Іно записаним 1979 року альбомом Lodger. Він став завершальною частиною так званої «Берлінської Трилогії», або «Триптиха», як називає її сам артист, і на відміну від двох попередніх платівок не містив інструментальних композицій. Цю платівку вважають найменш цікавою спільною роботою з Браяном Іно, хоч вона все ж мала кілька цікавих творів. Окремими синглами вийшли «Boys Keep Swinging», «DJ» і «Look Back in Anger». Стиль був сумішшю нової хвилі та етнічної музики, наприклад, в «African Night Flight» і «Yassassin». Багато композиції були складені тандемом Боуї — Іно в нетрадиційній манері: при створенні «Boys Keep Swinging» музиканти обмінялися своїми інструментами, а «Move On» містить акорди ранньої пісні Боуї «All The Young Dudes», зіграні в зворотному порядку; пісня «Red Money» була заснована на треку «Sister Midnight», створеному в дуеті з Іггі Попом, з його альбому The Idiot. Це був останній альбом Боуї в співпраці з Брайаном Іно до 1. Outside 1995 року.

### 1980—1989: від суперзірки до мегазірки
У 1980-х роках  стиль Боуї ретрогресував, музикант став менше експериментувати, воліючи комбінувати власні ноу-хау (на відміну від експериментів з новим звучанням на попередніх альбомах, Боуї повернувся до «витоків» своєї творчості), об'єднуючи досвід набутий під час запису «Берлінської Трилогії», і водночас розширюючи музичний стиль трьох попередніх платівок. При цьому в чартах його супроводжував успіх. Поступаючись своїм старим театральним захопленням, 1980 року Боуї зіграв досить низько оцінену критиками роль у бродвейському спектаклі Девіда Померанса «Людина-Слон». Під час виступів у Чикаго він записав у студії альбом «Scary Monsters (& Super Creeps)», яким презентував сучасний електрифікований поп та авангардне гітарне звучання авторства Роберта Фріппа, лідера легендарного King Crimson. Цей альбом містив хіт #1 «Ashes to Ashes», який демонстрував структурну роботу Чака Хеммера на гітаро-синтезаторі. В ній Боуї ще раз повернувся до свого старого втілення — космічного майора Майора Тома з пісні «Space Oddity». Що цікаво: цього разу стара тема допомогла йому посісти місце на вершині британського чарту. Композиція «Ashes to Ashes» фактично вивела з андеґраунду «нових романтиків». Боуї спеціально відвідав лондонський клуб «Blitz», в якому зародився цей рух, щоб запросити на знімання кліпу декількох з його постійних відвідувачів (включаючи Стіва Стрейнджа з гурту Visage). Музичне відео «Ashes to Ashes», стало одним з найінноваційніших відео всіх часів. Хіт-сингл «Ashes to Ashes» став #1 у британських чартах.
Хоча в «Scary Monsters» використаний досвід Боуї періоду «Берлінської Трилогії», але цей альбом на думку критики, був набагато відвертішим як в музичному плані, так і в ліриці. У ньому віддзеркалені враження автора від континентальної Європи загалом і Німеччини зокрема.
1980 року Боуї розлучився з дружиною Анджелою, а також припинив вживати наркотики. З ерою «Виснаженого Білого Герцога» було покінчено. Зазнали корінних змін і його погляди на створення музики. Новий альбом мав виразний хард-роковий ухил, багато в чому обумовлений участю запрошених для його запису гітаристів: Роберта Фріппа (King Crimson), Піта Тауншенда (The Who), Чака Хеммера. Музичні відео на сингли з альбому, «Ashes to Ashes» і «Fashion», неодноразово ставали найкращими відео 1980-х згідно з різними опитуваннями. Починаючи з 24 вересня 1980 року Боуї три місяці виступав на Бродвеї в ролі Джозефа Мерріка (Людина-Слон). У цей період його друг і колега Джон Леннон був убитий кількома пострілами божевільного фанатика Марка Чепмена. Ця подія справила на Боуї вкрай важке враження: він не лише втратив близького друга, але й зрозумів, що сам був близький до загибелі. Чепмен був присутній на п'єсі «Людина-Слон», фотографував Боуї біля дверей на сцену і незабаром після цього застрелив Джона Леннона. Вбивця заявив поліції, що якби йому не вдалося вбити Леннона, то він би повернувся в театр і застрелив Девіда Боуї. У Чепмена знайшли програмку п'єси «Людина-Слон», на якій ім'я «Девід Боуї» було жирно обведене чорними чорнилами.
1981 року гурт Queen випустив пісню «Under Pressure», вигадану і виконану разом з Девідом Боуї. Пісня мала величезний успіх і стала третім синглом Боуї, який став номером один в британських чартах. Того ж року Боуї виконав епізодичну роль у німецькому фільмі «Ми діти зі станції Зоо», реальній історії з життя 13-річної дівчинки в Берліні, яка потрапляє в героїнову наркозалежність і закінчує життя проституцією і розпадом особистості. Боуї приписують «спеціальне співробітництво» в титрах, і його музика займає чільне місце у фільмі. Саундтрек вийшов 1981 року і містив версію «Heroes», заспівану частково німецькою, яка раніше ввійшла в німецьке видання однойменного альбому. Наступного року Боуї взяв участь у театральній постановці, зігравши головну роль у новій англійській адаптації п'єси Бертольда Брехта «Baal» на BBC. П'ятитрековий EP з піснями з п'єси, названий David Bowie in Bertolt Brecht's Baal, записаний у берлінській студії Hansa Studio by the Wall, вийшов у вересні 1981 року і став останньою роботою Боуї для лейбла RCA Records, оскільки 1983 року він перейшов з нього на лейбл EMI America. У квітні 1982 року Боуї записав композицію «Cat People (Putting Out Fire)» з Джорджо Мородер для фільму «Люди-коти», режисера Пола Шредера. Пізніше Квентін Тарантіно заявив в інтерв'ю журналу Rolling Stone: «Девід Боуї написав для „Людей-кішок“ геніальну пісню, а Пол Шредер пустив її на титрах! Я ще в роки роботи в кінопрокаті зрозумів, що навколо неї треба будувати епізод принаймні хвилин на 20» (пізніше він включив цю пісню в свій фільм «Безславні виродки»).
1983 року Боуї спричинив фурор, випустивши свій перший дійсно комерційний блокбастер Let's Dance, гладенький танцювальний альбом, продюсером якого разом з Боуї був Найл Роджерс з гурту Chic. Перебуваючи у яскравому протиставленні до есканістичних, похмурих робіт з Брайаном Іно, цей лонгплей пульсував оптимізмом та визнанням земних утіх. Заголовний твір з альбому потрапив (вже третій у кар'єрі артиста) на вершину британського чарту, нагадуючи про трохи призабутий імідж Боуї, як творця хітів. Цьому альбому було співзвучне велике концертне турне під назвою «Serious Moonlight», яке зібрало близько мільйона слухачів та принесло гарні рецензії. Продажі let's Dance стали масовими і досягли 14 мільйонів екземплярів. Альбом посів друге місце серед «бестселер» 1983 року, поступившись лише платівці Thriller, Майкла Джексона. Крім заголовної пісні, альбом також містив хіт-сингли «Modern Love» і «China Girl», на останній був знятий провокаційний відеокліп. «China Girl» була рімейком пісні, яку Боуї написав ще кілька років тому разом з Іггі Попом у Берліні, який записав її на свій альбом The Idiot. В інтерв'ю Куртові Лодеру Боуї сказав, що сприяє допомозі музикантам, якими він захоплюється, і мотивацією для того, щоб зробити запис пісні «China Girl», було надання фінансової допомоги його другові Іггі Попу, який отримував відрахування як співавтор. Let's Dance також примітний тим, що став наріжним каменем у кар'єрі техаського гітариста-віртуоза Стіві Рея Вона, який грав на альбомі і повинен був підтримати Боуї в подальшому Serious Moonlight Tour. Він, проте, не взяв участі в гастролях після різних суперечок з Боуї. Гітариста замінив ветеран турів Боуї, Ерл Слік. Френк і Джордж Сіммси з гурту The Simms Brothers Band взяли участь у турне як бек-вокалісти.
Сингли «China Girl» та «Modern Love» були лише на крок від верхівки британського чарту. Вплив Боуї можна було почути у записах багатьох молодих виконавців того періоду. Гері Ньюмен, групи Human League, Japan та Bauhaus з успіхом черпали натхнення з багатої музичної палітри та уявлень артиста. Це ж саме стосується і «нового романтизму» гуртів Visage, Ultravox та Spandau Ballet, а також «нового попу» Culture Club. Взагалі, ця неординарна постать мала дуже багато духовних нащадків.
Наступний свій альбом Боуї спочатку планував зробити концертним альбомом, записаним під час Serious Moonlight Tour, але замість цього лейбл EMI зажадав зробити інший студійний альбом. В результаті альбом 1984 року Tonight також був танцювально орієнтованим, як і його попередник, демонстрував співпрацю з Тіною Тернер та Іггі Попом, а також різні кавер-версії, зокрема пісні «God Only Knows» гурту The Beach Boys. Також на альбомі був присутній трансатлантичний хіт «Blue Jean», що став #6 у Великій Британії, а відеокліп на цей сингл — 21-хвилинний короткометражний фільм «Jazzin' for Blue Jean» — відбивав давній інтерес Боуї до об'єднання музики з драматичним мистецтвом. Це відео принесе Боуї його першу Греммі, за найкраще короткометражне музичне відео. Альбом також містив пісню «Loving The Alien», ремікс на яку мав успіх 1985 року. В альбом увійшли танцювальні версії перезаписаних композицій: Neighborhood Threat" і «Tonight», це були старі пісні Боуї, написані разом з Іггі Попом в Берліні, які спочатку з'явилися на альбомі Попа Lust for Life. Альбом Tonight досяг #1 в британських хіт-парадах.
1985 року Боуї виконав кілька своїх суперхітів на стадіоні «Вемблі» для Live Aid (на клавішних йому акомпанував Томас Долбі), міжнародного благодійного музичного фестивалю з метою збору коштів для допомоги постраждалим від страшного голоду в Ефіопії 1984—1985 років. Наприкінці свого виступу, яке включало пісні: «Rebel Rebel», «TVC 15», «Modern Love» і «„Heroes“», він представив відеоролик про голод в Ефіопії, який транслювався під пісню «Drive» гурту The Cars. Швидкість пожертвувань зросла в кілька разів відразу після показу ролика. Було заплановано також спільний виступ Міка Джаггера в США і Боуї в Англії, але через проблеми з відеосинхронізацією це не вдалося здійснити. Замість цього Джаггер і Боуї зняли відеокліп на пісню, яку вони хотіли виконати — кавер-версію пісні «Dancing in the Street», що згодом вийшов як сингл, який став одразу після релізу номером один у Британії. Девід Боуї також змусив стадіон верещати від захвату, коли після виконання «Heroes» сказав, що присвятив цю пісню своєму маленькому синові, «а також всім дітям на Землі». Френсіс Россі згадував: «Боуї був єдиним, хто був тверезий, він був бездоганно одягнений, тоді як всі інші виглядали паршиво. Я так і не зміг з'ясувати, як йому це вдалося».
Того ж року Боуї працював з гуртом Pat Metheny Group над піснею «This Is Not America», яка була показана у фільмі «Агенти Сокіл і Сніговик». Ця пісня була наріжним каменем альбому, співпраця мала підкреслити центральні теми шпигунського трилера — відчуження і невдоволення.
1986 року домінували чергові ролі у кіно. Його участь у фільмі «Абсолютні новачки» режисера Джуліена Темпла викликала полярні думки серед критиків, хоча заголовний твір з цього фільму став хітом і досягнув другого місця в британських чартах. Того ж року Боуї також знявся у фільмі «Лабіринт» режисера Джима Хенсона, він виконав роль короля гоблінів Джарета, який вкрав маленького брата дівчини на ім'я Сара (зіграної Дженніфер Коннеллі) для того, щоб перетворити його в гобліна. Боуї написав п'ять пісень для фільму, сценарій фільму частково написав Террі Джонс з Монті Пайтон. Крім того, виконав заголовну тему до антиядерного мальованого фільму режисера Джиммі Муракамі «Where The Wind Blows», більшість музики до якого написав Роджер Уотерс.
Останнім сольним альбом Боуї в 1980-х роках став Never Let Me Down (1987), на якому він змінив легкий звук з двох попередніх альбомів на хард-рок з індастріал/техно танцювальною основою. Альбом, пік якого припав на номер шість у Великій Британії, містив такі хіти як «Day-In Day-Out», «Time Will Crawl» і «Never Let Me Down». Боуї пізніше схарактеризував його як «мій надір» і «жахливий альбом».
1987 року Боуї повернувся до активної сольної діяльності і провів одне з найефектніших турне у своїй кар'єрі на підтримку альбому Never Let Me Down. 86-тиденний Glass Spider Tour розпочався 30 травня і йому передували дев'ять промоційних шоу для преси. На додаток до усталеного складу концертної групи до Боуї приєдналися: його шкільний колега Пітер Фремптон як соло-гітарист, а також п'ять танцюристів, які виступали майже від початку до кінця кожного концерту. Записані на плівку частини діалогу між Боуї і танцюристами були додані в середині пісень, створюючи театральний ефект. Декілька візуальних трюків були відтворені з попередніх турів Боуї. Критики туру описали це як перепродюсування і наслідування поточним тенденціям стадіонного року в спецефектах і танцях. Однак прихильники, які бачили шоу Glass Spider Tour, угледіли в цьому багато з класики і раритетів Боуї на додаток до новішого матеріалу.
У серпні 1988 року Боуї виконав роль Понтія Пілата у суперечливій стрічці Мартіна Скорсезе «Остання спокуса Христа».

### 1989—1991: Tin Machine
1989 року, уперше від початку 1970-х років (із часів The Spiders from Mars), Боуї несподівано сформував новий регулярний гурт, хард-рок-квартет Tin Machine, до складу якого ввійшли Рівс Гебрелс — гітара; брати Тоні — бас та Хант Сейлз — ударні, які попередньо співпрацювали з Іггі Попом та Тоддом Рандгреном. Tin Machine випустили два студійних альбоми і один концертний запис. Група отримала змішані відгуки критиків і трохи тепліший прийом з боку публіки, також група Tin Machine стала початком тривалої співпраці між Боуї та Гебрелсом.
Оригінальний альбом, Tin Machine (1989) був успішним, посівши третє місце в хіт-параді Великої Британії. Він презентував класичне гітарне звучання, і став для Боуї поверненням до естетики рок-галасу. Того ж року Tin Machine вирушили в перший світовий тур за участю додаткового гітариста Еріка Шермерхорна. Боуї вирішив цього разу обминати великі концертні зали, а виступати, як йому колись доводилося, у маленьких «задушливих» клубах. Без сумніву це був цікавий експеримент, однак ані альбом, ані турне не збільшили його артистичну славу і не додали нових фанів.
Однак несподівано колишню популярність принесли музиканту видані на компакт-дисках роботи минулих десятиріч. У рамках їх промоції на початку 1990-х років Боуї виступив з серією концертів, під час яких виконував акустичні версії своїх славетних хітів. The Sound + Vision Tour (названий на честь синглу з альбому Low) був задуманий і поставлений хореографом Едуаром Локом з квебекської трупи сучасного танцю «La La La Human Steps», з якою Боуї співпрацював і виступав на сцені та у відеокліпах. Боуї пообіцяв під час туру, що він ніколи більше не буде грати свої ранні хіти. Одночасно зі стартом турне вийшов кліп на композицію «Fame», яка була реміксом оригінального хіта 1975 року, режисером відео став Ґас Ван Сент.
Хоча він нікого не здивував, коли пізніше відмовився від своїх слів, а також від обіцянки, що його концертний список пісень в певній країні буде зосереджений на улюблених хітах шанувальників, які обирають місцевим голосуванням у телефонному опитуванні — від ідеї швидко відмовилися, коли кампанія, проведена британським тижневиком New Musical Express, призвела до впевненої перемоги пісні «The Laughing Gnome». Щоправда, в його наступних турах були присутні старі хіти, але коли вони з'являлися, то часто радикально перероблені в плані їх аранжування та постановки.
Під кінець 1991 року на музичному ринку з'явився другий альбом формації Tin Machine під назвою Tin Machine II, який посів двадцять третє місце в британському чарті. Обкладинка цього альбому стала предметом численних суперечок і обговорень через присутність на ній зображення голої статуї.
Цей альбом виявився менш успішним, а концертний альбом Tin Machine Live: Oy Vey, Baby зазнав повного провалу. Боуї втомився від роботи в групі, де його творчість була обмеженою, і врешті-решт розформував Tin Machine, щоб працювати самостійно, продовживши сольну кар'єру.
14 жовтня 1990 року, через десятиліття після розлучення з Анджелою, Боуї познайомився з Іман. «Ми зустрілися, як це не смішно, на дні народження нашого перукаря!» — згадує Девід. Це була любов з першого погляду. «Ми відразу ж почали зустрічатися, я просто не міг повірити, що таке можливо, що відносини можуть складатися ось так легко і відразу. Не було взагалі ніяких труднощів…». Два роки по тому вони одружилися, через чотири дні після концерту пам'яті Фредді Мерк'юрі.

### 1992—1999: електроніка й образ Натана Адлера
1992 року Девід Боуї виконав свої хіти «Heroes» (з Міком Ронсоном) і «Under Pressure» (з Енні Леннокс) на концерті, присвяченому пам'яті Фредді Мерк'юрі (англ. Freddie Mercury Tribute Concert). Навесні 1993 року дискографія артиста поповнилася першим від 1987 року сольним альбомом — Black Tie White Noise, у музичному стилі якого проглядався вплив соулу, джазу та хіп-хопу. У роботі над цим лонгплеєм Боуї знову співпрацював з продюсером платівки Let's Dance Найлом Роджерсом, а також з одним зі своїх колишніх «павуків з Марса» — Міком Ронсоном. Платівка підкорила британський чарт (перша позиція), підтримуваний успішними синглами: «Jump They Say» (потрапив у Top-10) та «Miracle Goodnight». За словами самого співака, цей альбом був натхненний його весіллям і містив композиції, що віддзеркалюють ці нещодавні події, такі як «The Wedding» (з репризою в кінці альбому). Однак через тринадцять днів після його появи на музичному ринку Ронсон помер внаслідок раку печінки. Трохи пізніше фірма «Savage» потрапила у скрутне фінансове становище і Боуї знову вирушив на пошуки фірми, з якою він міг би співпрацювати.
Перехід до нових музичних напрямків ознаменував альбом 1993 року The Buddha of Suburbia, що виріс на основі музичного супроводу, створеного для однойменного телесеріалу. Він містив у деякі нові елементи, використані в Black Tie White Noise, і демонстрував зближення Боуї з альтернативним роком. Альбом був добре зустрінутий критиками, але вийшов без рекламної підтримки і досяг лише 87 рядка в чартах Великої Британії.
Коли після шістнадцятирічної перерви з моменту появи альбому «Lodger» Боуї відновив співпрацю з Брайаном Іно, то новий плід цієї співпраці, амбітний і концептуальний альбом з інтригуючою назвою «1 Outside — The Nathan Adler Diaries: A Hyper Cycle», з'явився у вересні 1995 року на фірмі «Arista». Лонгплей замислювався як перший випуск нелінійної розповіді про мистецтво і вбивство, але згодом не мав продовження. Сюжет альбому базувався на розповіді Боуї «Щоденник Натана Адлера» і концентрувався навколо персонажів похмурого апокаліптичного світу, які живуть напередодні XXI століття. Платівка мала успіх у чартах по обидва боки Атлантики і, разом із синглами з неї, ознаменувала повернення Боуї в мейнстрим рок-музики. У вересні 1995 року Боуї почав Outside Tour з Рівзом Гебрелсом, який повернувся на місце гітариста. Боуї запросив гурт Nine Inch Nails у спільний тур, що викликало неоднозначну реакцію з боку — як музичних критиків, так і шанувальників музиканта; Трент Резнор зробив ремікс на пісню «The Hearts Filthy Lesson» для однойменного синглу Боуї. 17 січня 1996 року Боуї був введений в Зал слави рок-н-ролу на одинадцятій щорічній церемонії. Влітку 1996 року Боуї провів сольне турне Outside Summer Festivals Tour, під час якого відвідав Японію, Росію та Ісландію.
Альбом 1997 року Earthling отримав найсуворіші оцінки критиків з часів Let's Dance (1983), звук платівки являв собою експерименти з британським джанглом і драм-енд-бейсом. Синглами з альбому стали композиції «Little Wonder» і «Dead Man Walking»; пісня «Telling Lies» вийшла в інтернеті в цифровому варіанті. Боуї організував світовий тур на підтримку альбому. Композиція «i'm Afraid of Americans» увійшла в саундтрек до фільму Пола Верховена «Шоугелз», Трент Резнор зробив ремікс на цю пісню і випустив його як сингл. Постійна ротація кліпу (в якому знявся і Резнор) на музичних каналах сприяла 16-тижневому перебуванню цієї композиції в американському Billboard Hot 100. Альбом був номінований на премію Греммі в категорії «Найкраще альтернативне музичне виконання».
Свій п'ятдесятирічний ювілей 1997 року Боуї відзначив грандіозним концертом у Медісон-сквер-гарден, участь в якому взяли багато його друзів — серед них Лу Рід, Foo Fighters, Sonic Youth, Placebo, Роберт Сміт та інші. На честь 50-річчя Боуї був також нагороджений іменною зіркою на Голлівудській алеї слави, за внесок в індустрію звукозапису.
28 жовтня 1999 року був запрошений на ток-шоу італійського співака Адріано Челентано Francamente me ne infischio, де виконував пісню Thursday's Child.

### 1999—2012: неокласицист Боуї
1998 року Девід Боуї возз'єднався з Тоні Вісконті, щоб записати пісню для мультиплікаційного фільму «Карапузи» під назвою «(Safe in This) Sky Life». Хоча пісня була відредагована у фінальній версії мультфільму і не потрапила на саундтрек до нього, возз'єднання музикантів поклало початок нового етапу співпраці. Пісня «(Safe in This) Sky Life» пізніше була перезаписана і вийшла як сторона «Б» синглу 2002 року, де була перейменована в «Safe». Серед спільних робіт Боуї та Вісконті цього періоду була переробка треку гурту Placebo «Without You i'm Nothing» з однойменного альбому; Вісконті виступив у ролі співпродюсера, він додав вокальну партію Боуї і гармонізував її з оригінальною. Пісня вийшла як сингл з обмеженим тиражем.
1999 року Боуї написав саундтрек до комп'ютерної гри Omikron: The Nomad Soul. Боуї і його дружина Іман стали персонажами гри. Того ж року перезаписані треки з гри і нова музика вийшли в альбомі ‘hours…’. До нього увійшла пісня «what's Really Happening» з текстом Алекса Гранта (англ. Alex Grant), переможцем інтернет-конкурсу Cyber Song Contest, організованим Девідом Боуї. Цей альбом був відходом Боуї від важкої електроніки, від переніс акцент на більшу кількість живих інструментів. Першим синглом з альбому стала пісня «The Pretty Things Are Going to Hell», написана спільно з Рівзом Гебрелсом, яка увійшла в саундтрек до фільму «Стигмати».
Плани створення нового альбому, названого Toy, з'явилися після випуску ‘hours…’. Платівка мала складатися з нових версій ранніх пісень Боуї й трьох нових композицій. Репетиції запису нового альбому розпочалися 2000 року, але він так і не вийшов, внаслідок чого залишилося кілька пісень, деякі з яких ще не видавалися і не були закінчені. Замість цього Боуї і Вісконті продовжили співпрацю над виробництвом нового альбому з повністю оригінальними піснями. Підсумком репетицій став альбом Heathen (Язичник), що вийшов 2002 року, який мав темний атмосферний звук і був найбільшим успіхом Боуї в чартах за останні роки. Музикант прокоментував такий вибір назви в інтерв'ю журналу Esquire: «Людина ХХІ століття — це язичник: в ній немає внутрішнього світу, вона багато руйнує і мало створює, і, що головне, вона не відчуває у своєму житті присутності бога». 2002 року Боуї виступив на щорічному фестивалі Meltdown в Лондоні, а також став його художнім керівником. Серед виконавців, яких Боуї обрав для фестивалю, були Філіп Ґласс, Television і The Polyphonic Spree. Боуї сам грав шоу в Royal Festival Hall, яке, зокрема, включало рідкісний виступ з його експериментальним опусом «Low» повністю.
2001 року Боуї оголосив про створення радіостанції, націленої на дитячу аудиторію. Натхненням для цього стала його маленька донька Александрія, плей-лист нової радіостанції складав сам Боуї і його компанія-провайдер BowieNet. На хвилях радіо можна було почути вкрай різноманітну музику від The Rolling Stones до Моцарта. Радіостанція дістала назву Kick Out the Jammies на честь однієї з пісень протопанк-гурту MC5.
2003 року з'явилося повідомлення в газеті Sunday Express[джерело?] під назвою «Боуї — другий найбагатший естрадний артист Великої Британії» (після сера Пола Маккартні), з передбачуваним статком £510 мільйонів. Проте 2005 року список багатих людей від ''Sunday Times'' приписував йому трохи більш як £100 мільйонів.
У вересні 2003 року Боуї випустив новий альбом Reality і оголосив про світове турне. Reality Tour став найприбутковішим туром наступного року. Однак Боуї перервав його після того, як відчув біль у грудях, виступаючи на сцені на Hurricane Festival у місті Шесель, Німеччина, 25 червня 2004 року. Спочатку вважали, що біль виник внаслідок защемлення нерва в плечі; пізніше його джерело визначили як закупорення артерії; невідкладну допомогу, операцію на судинах виконав у лікарні Санкт-Георг у Гамбурзі доктор Карл-Гайнц Кук (Karl-Heinz Kuck).
Він був виписаний на початку липня 2004 року і повернувся відновлювати сили до Нью-Йорка. Пізніше Боуї зізнався, що переніс незначний серцевий напад внаслідок багаторічного частого куріння і гастролей. Тур скасували на невизначений час з надіями, що Боуї повернеться до гастролей в серпні, хоча цього не відбулося.
У жовтні 2004 року Боуї випустив концертний DVD зі своїм виступом у Дубліні 22 і 23 листопада 2003 року, названий A Reality Tour, який включав пісні, що охоплюють всю тривалість кар'єри Боуї, але головним чином був зосереджений на його пізніших альбомах.
Усе ще одужуючи після операції, Боуї працював за сценою і відпочивав від студійної роботи, уперше за кілька років. 2004 року його класична пісня «Changes», виконана дуетом з австралійською співачкою Butterfly Boucher, з'явилася в анімаційному фільмі «Шрек 2». Саундтрек до фільму «Водне життя Стіва Зіссу» містив пісні Девіда Боуї, які виконав португальською мовою актор Сеу Жоржі (він адаптував пісні, щоб зробити їх ближчими до історії фільму). Більшість пісень Девіда Боуї, що увійшли у фільм, були запозичені з альбомів David Bowie, Space Oddity, Hunky Dory, The Rise and Fall of Ziggy Stardust and the Spiders from Mars і Diamond Dogs. Боуї прокоментував: «Якби Сеу Жоржі не записав мої пісні португальською мовою і в акустичному варіанті, то я б ніколи не почув цей новий рівень краси, яким він наповнив їх».
Попри сподівання на повернення, 2005 року Боуї оголосив, що він не планує жодних заходів упродовж року. Після відносного затишшя Боуї записав вокал для пісні «(She Can) Do That», написаної спільно з Браяном Трансо (англ. Brian Transeau) для фільму «Стелс». З'явилися чутки про можливість випуску нового альбому, проте з боку Боуї не було жодних оголошень.
Девід Боуї повернувся на сцену 8 вересня 2005 року, виступивши разом з гуртом Arcade Fire на національному телебаченні США в програмі Fashion Rocks. Це був його перший концерт після серцевого нападу. Боуї проявив інтерес до гурту з Монреаля, коли був помічений на одному з їхніх шоу в Нью-Йорку за рік до того. Боуї попросив гурт виступити з ним на шоу, і разом вони виконували пісні Arcade Fire «Wake Up» з альбому Funeral, а також пісні Боуї «Five Years» і «Life on Mars?». Він приєднався до них знову 15 вересня 2005 року, виконавши «Queen Bitch» і «Wake Up» на сцені Central Park's Summerstage в рамках фестивалю CMJ Music Marathon.
Боуї виконав бек-вокал на пісні «Province» гурту TV on the Radio з їхнього альбому Return to Cookie Mountain. Його появи були рідкісними, як наприклад, у рекламі зі Снуп Доггом для XM Satellite Radio. Він з'явився на альбомі данських альтернативних-рокерів Kashmir під назвою No Balance Palace. 2005 року, виконавши вокал з фронтменом гурту Каспером Ейструпом у пісні «The Cynic». Продюсером альбому був Тоні Вісконті, який і організував співпрацю музикантів. Поряд з Боуї, в записі альбому також взяв участь Лу Рід, тим самим No Balance Palace став їхнім другим спільним проєктом за останній час, після альбому Ріда 2003 року The Raven, на якому Боуї взяв участь як запрошений вокаліст.
8 лютого 2006 року Девід Боуї був удостоєний Премії «Греммі» за життєві досягнення. У листопаді Боуї виступив у нью-йоркському залі Black Ball для Keep a Child Alive Foundation разом зі своєю дружиною Іман та Алішою Кіз. Він заспівав дуетом з Алішою Кіз пісню «Changes», а також виконав пісні «Wild Is the Wind» і «Fantastic Voyage».
2006 року Боуї знову оголосив про перерву у виступах, але з'явився як спеціальний гість на концерті Девіда Гілмора 29 травня 2006 року в Альберт-холлі в Лондоні. Він заспівав «Arnold Layne» і «Comfortably Numb», закриваючи концерт. Після виступу пісні вийшли як сингл 26 грудня 2006 року.
У травні 2007 року оголошено, що Боуї буде курирувати фестиваль High Line в однойменному занедбаному залізничному парку в Нью-Йорку, де буде вибирати різних музикантів і художників для виступу.
Боуї виконав бек-вокал на двох піснях — «Falling Down» і «Fannin' Street» — на альбомі Скарлетт Йоганссон 2008 року Anywhere I Lay My Head, який майже повністю складався з кавер-версій пісень Тома Вейтса.
29 червня 2008 року Боуї випустив нову компіляцію під назвою iSELECT. Цей компакт-диск був колекцією улюблених пісень Боуї, які склав він сам, і був доступний суто як подарунок з британською газетою The Mail On Sunday. Компіляція примітна тим, що вона містила лише один єдиний великий хіт — «Life on Mars?», а всі інші пісні були менш відомі.
2009 року лейбл EMI випустив оригінальний багатодоріжковий запис альбому Space Oddity і провів конкурс серед фанатів на створення реміксів для цього альбому. Змагання відбулось на святкуванні 40-ї річниці випуску альбому.
25 вересня 2009  року компанія Sony Music Entertainment оголосила про запланований випуск подвійного концертного альбому з записами з A Reality Tour 2003 року. Альбом вийшов у січні 2010 року і швидко — буквально протягом місяця — став бестселером на багатьох музичних порталах. Критики і слухачі відзначили нев'янучу тягу Девіда до експериментів: аранжування багатьох відомих речей радикально змінені, а деякі композиції — зіграні в іншій тональності.
У березні 2011 року з'явилася інформація про те, що Боуї планує видати концертний альбом, в основу якого ляже шоу на честь 50-річчя маестро в Медісон-сквер-гарден. Ювілейний концерт відбувся 9 січня 1997 року в Нью-Йорку. Тоді у вшануванні співака взяли участь Лу Рід, лідер The Cure Роберт Сміт, Френсіс Блек з Pixies, фронтмен The Smashing Pumpkins Біллі Корган, гурти Sonic Youth і Foo Fighters. Всі вони виконали пісні в дуеті з ювіляром. Альбом із записом цього виступу, який дістав назву Birthday Celebration — Live in NYC 1997, вийде в США 26 квітня.
Наприкінці березня 2011 року альбом Toy, який Девід Боуї планував видати 2001 року, неофіційно викладено в Інтернет. Спочатку передбачалося, що альбом буде містити перезаписані версії ранніх пісень Боуї, а також кілька нових композицій. Однак платівка Toy так і не надійшла в продаж. Згідно з деякими відомостями, лейбл Virgin відмовився випускати диск із піснями, на які у нього не було авторських прав. Деякі з композицій, підготовлених для платівки Toy, були представлені слухачам на альбомі Heathen і вийшли як сингли тоді ж. Мова, зокрема, йде про треки «Afraid», «Shadow Man» і «Baby Loves That Way». Версія альбому Toy, що з'явилася в Мережі, містить 14 композицій. Загальний хронометраж запису — трохи більш як година. Бітрейт треків — 256 kbps.
Таким чином, інтерес до кожного нового релізу Боуї залишається стабільно високим, а його авторитет у світі рок-музики — як і раніше незаперечний. «Я не пророк і не чувак з кам'яної доби. Я простий смертний із задатками супермена. І я все ще живий», — сказав співак в одному зі своїх інтерв'ю.
У серпні 2011 року біограф співака Пол Трінка заявив, що Девід Боуї завершив свою музичну кар'єру. Можливе поновлення кар'єри легендарного музиканта письменник назвав «дивом», за словами Тринки, співак може повернутися до творчості лише, якщо він буде готовий здійснити «справжній землетрус».
21 грудня 2011 року телеканал «Бі-Бі-Сі 2» показав відеозапис виступу Боуї на легендарному телешоу Top of the Pops, який упродовж майже сорока років вважали безповоротно загубленим. Запис зроблено 4 січня 1973 року. Музикант в супроводі свого колективу The Spider from Mars виконав композицію «The Jean Genie». Вважалося, що відеоматеріал був знищений, як і безліч інших записів, зроблених у 1970-х роках (корпорація «Бі-Бі-Сі» економила на відеокасетах і стирала їх, щоб їх можна було використовувати для перезапису), єдина збережена копія запису виступу Боуї знайшлася у колишнього оператора «Бі-Бі-Сі» Джона Хеншелла. За його словами, він був надзвичайно здивований, коли дізнався, що у телерадіомовної компанії немає в архівах випуску «Top of the Pops» за участю Девіда Боуї. «Мені здавалося, що ніхто не може бути настільки дурним, щоб стерти відео подібне до цього», — зазначив Хеншелл.

### 2012—2016: останні роки
За даними інтернет-ресурсу Digital Spy «Life on Mars?» визнано найкращою піснею Девіда Боуї. Під час опитування до 65-річчя музиканта вона набрала 21,4 % голосів. Другою стала композиція «Heroes» (12,5 % голосів), третє місце дісталося треку «Ashes to Ashes» (7,3 %). В аналогічному голосуванні щодо найкращого альбому Боуї лідирував диск «The Rise and Fall of Ziggy Stardust and the Spiders from Mars» 1972 року. Він набрав 21,7 % голосів читачів Digital Spy. Друге і третє місце дісталося платівкам «Hunky Dory» (16,5 %) і «Low» (9,5 %) відповідно.
26 жовтня 2012 року в університеті ірландського міста Лімерик пройшла триденна наукова конференція, присвячена творчості Девіда Боуї. Симпозіум «Strange Fascination?» був присвячений 40-річчю пісні «Changes». Конференцію відвідали фахівці з Боуї з усього світу, зокрема з-за океану — з Австралії, Нової Зеландії та США. Доповіді і дискусії були присвячені як власне творчості Боуї, так і його впливу на популярну культуру. Крім конференції, кар'єрі Девіда Боуї планують присвятити художню виставку, яка відкриється в лондонському Музеї Вікторії і Альберта в березні 2013 року. Для першої міжнародної ретроспективи творчості Боуї кураторам виставки «David Bowie Is» надали повний доступ до архіву співака. Музей покаже рукописи текстів пісень, костюми, сценічні декорації, а також музичні інструменти Боуї.
У день свого народження, 8 січня 2013 року Боуї випустив перший за 10 років сингл «Where Are We Now?» і оголосив про майбутній випуск свого першого за 10 років студійного альбому «The Next Day», який повинен вийти 11 березня цього року. Продюсер альбому Тоні Вісконті розповів, що під час написання пісень для платівки Боуї надихався історією середньовічної Англії і сучасної Росії. До платівки увійде 14 композицій..
26 лютого Боуї випустив другий сингл зі свого майбутнього диска, під назвою «The Stars (Are Out Tonight)». Кліп на «The Stars (Are Out Tonight)» зняла канадська режисерка італійського походження Флорія Сиджизмонді (італ. Floria Sigismondi). Разом з Боуї у ролику знялися акторка Тільда Свінтон і модель Андрея Пеїч. Відео витримане в жанрі містичного трилера.
1 березня артист виклав новий альбом для безплатного прослуховування онлайн через онлайн-магазин iTunes.
Альбом одразу ж очолив чарти iTunes у 40 країнах. За перший тиждень з моменту виходу диск розійшовся в кількості понад 94 тисяч копій, ставши найбільш швидко продаваною платівкою 2013 року. Також, завдяки йому Боуї вперше за 20 років очолив британський чарт (попереднім альбомом, який досяг вершини, був — Black Tie White Noise).
7 травня відбулася прем'єра відеокліпу на пісню «The Next Day». У цьому відео крім самого співака знялися Маріон Котіяр (вона грає дівчину легкої поведінки) і Гері Олдмен (він виконує роль священника).
15 липня Боуї представив кліп на пісню «Valentine's Day». Режисерами відео стали фотографи Маркус Клінко та Індрані. У кліпі немає сюжету, впродовж усієї пісні музикант грає на гітарі в приміщенні з бетонними стінами.
Куратори музею «Художня галерея Онтаріо» (AGO) в Торонто — Джеффрі Марш і Вікторія Броукс оприлюднили список зі ста улюблених книг Девіда Боуї. Музикант розповів про свої уподобання в рамках виставки «David Bowie is», яка пройшла восени 2013 року. Книги не були розподілені по місцях, а представлені єдиним списком. До топ-100 Боуї потрапили твори Джорджа Орвелла («1984» та збірка есе), Джека Керуака («У дорозі»), Трумена Капоте («З холодним серцем»), Ентоні Берджеса («Механічний апельсин»), Джуліана Барнса («Папуга Флобера»), Тома Стоппарда («Берег Утопії»), Артура Кестлера («Ніч ополудні»), Майкла Шейбона («Вундеркінди») та інших..
23 жовтня 2013 року на радіостанції BBC Radio 6 відбулася прем'єра архівного запису Боуї — жартівливої радіопередачі, яку музикант записав 1973 року. 15-хвилинна програма з'явилась як промо-матеріал до альбому Pin Ups. Вона містить п'ять пісень у виконанні Боуї: «Rosalyn» гурту The Pretty Things, «Here Comes the Night» колективу Them, «I Wish You Would» The Yardbirds, «Sorrow» The Merseys і «I can't Explain» The Who. У перервах між піснями виконавець розмірковує про лондонську музичну сцену сімдесятих років. Запис передачі виявив Найджел Рів, куратор бек-каталогу Боуї. «Я знайшов її під час одного дослідження кілька років тому. На підкасетнику, в якому зберігалася плівка, було написано просто „Радіошоу“. Це дуже рідкісна знахідка. Ніхто не знав про її існування, окрім Девіда і Кена Скотта. Слухати її вперше було просто приголомшливо», — розповів Рів.
Новий альбом Боуї під назвою Blackstar вийшов 8 січня 2016 року. Диск складається з семи пісень, запис проходив у Нью-Йорку за сприяння місцевих джазових музикантів. Заголовна композиція — «Blackstar» — вийшла 19 листопада. Її використано в мюзиклі «Лазар», музику для якого написав Боуї. Крім того, трек є основною музичною темою серіалу «Останні пантери». Музичний зміст платівки описано такими епітетами: «довгі джазові імпровізації, змішані з пульсуючим бітом, який нагадує про краут-рок Can і Kraftwerk». Зазначено, що на альбомі також будуть звучати григоріанські хори, соул, електроніка. На честь виходу альбому британський будинок моди Paul Smith випустив обмежену серію футболок з дизайном у стилі Blackstar. Платівка встановила своєрідний рекорд, ставши першим альбомом Боуї, який досяг вершини чарту США.

### Смерть
Девід Боуї помер 10 січня 2016 року, 69-річному віці, після 18 місяців боротьби з раком печінки (за цей час музикант переніс шість інфарктів). За три дні до смерті вийшов новий альбом Боуї «Blackstar» і новий відеокліп на пісню «Lazarus [Архівовано 10 січня 2016 у Wayback Machine.]». Основний сюжет кліпу — Боуї на лікарняному ліжку. Для музикантів і шанувальників у всьому світі Девід Боуї назавжди запам'ятається як артист, що не раз змінював творчий образ і не боявся експериментувати. Смерть Девіда Боуї стала сумною подією для численних шанувальників рок- і попмузики в усьому світі.
Тіло Девіда Боуї таємно кремували 14 січня 2016 року в Нью-Йорку, повідомило «Daily Mirror», на поховальній церемонії не були присутні ані друзі, ані родичі музиканта. Прах музиканта розвіяно в секретному місці, про яке знають лише його родичі (пізніше стало відомо, що це був острів Балі, церемонія пройшла відповідно до буддійського ритуалу). Родичі Девіда Боуї подякували шанувальникам і всім, хто висловив підтримку після його смерті, але просили не приходити на церемонію прощання з музикантом. «Як і його близький друг Фредді [Мерк'юрі], Девід вирішив, що не хоче собі могили або пам'ятника. Він хотів, щоб його пам'ятали за вчинки за життя, а не як пам'ятник. Найголовнішим для нього було збереження творчої спадщини. Він не хотів би, щоб його життя була увічнене чимось на зразок надгробку», — заявило газеті «The Mirror» джерело, близьке до сім'ї музиканта. Також з'явилася інформація, що існує велика колекція невиданих творів Боуї, яку випускатимуть упродовж багатьох років. За інформацією «Billboard», за перший тиждень після смерті продажі пісень та альбомів музиканта в США виросли більш як у 50 разів.
До суду в Мангеттені передали заповіт легендарного музиканта, в якому він розподілив свої статки між дружиною, дітьми та близькими і просить розвіяти свій прах над островом Балі, заповіт підписано справжнім ім'ям музиканта — Девід Роберт Джонс.
Він залишив своїй родині у спадок понад 870 мільйонів доларів
. Крім того, у спадок музикант залишив велику кількість квартир у всьому світі, великий маєток у Швейцарії, маєток на острові Містік, розташованому в акваторії Карибського моря. Спадок отримають діти Девіда Боуї — син Данкан Зові і донька Александрія Захра, а також удова музиканта Іман Абдулмаджид.
31 березня 2016 року в Нью-Йоркському Карнегі-холі відбувся концерт на честь Девіда Боуї. Про шоу було оголошено ще до смерті музиканта. Після того, як стало відомо, що Боуї помер від раку, організатори вирішили провести цей концерт у пам'ять про співака. Серед музикантів, які виступили на заході, були гурти The Flaming Lips і Pixies, співачки Деббі Харрі і Сінді Лопер, колишній фронтмен гурту R.E.M. Майкл Стайп, а також Джейкоб Ділан.
Хрещеник Девіда Боуї розвіяв частину його праху на фестивалі Burning Man 2016.

### Після смерті
У липні 2016 року анонсовано випуск альбому Боуї, який раніше не видавався. Нова платівка — The Gouster — вийде в складі бокс-сету Who Can I Be Now? (1974—1976). Продюсер і друг музиканта, Тоні Вісконті, розповів, що The Gouster з'явився як результат захоплення Боуї фанком і соул-музикою: «Мені було незнайоме слово gouster, але Девід пояснив, що в 1960-х серед афроамериканців Чикаго так називалася певна манера одягатися. У контексті альбому це слово означає атмосферу гордості і стильності».

## Дискографія
1. David Bowie (1967)
2. Space Oddity (1969)
3. The Man Who Sold the World (1970)
4. Hunky Dory (1971)
5. The Rise and Fall of Ziggy Stardust and the Spiders from Mars (1972)
6. Aladdin Sane (1973)
7. Pin Ups (1973)
8. Diamond Dogs (1974)
9. Young Americans (1975)
10. Station to Station (1976)
11. ChangesOneBowie (1976)
12. Low (1977)
13. Heroes (1977)
14. Lodger (1979)
15. Scary Monsters (and Super Creeps) (1980)
16. Let's Dance (1983)
17. Tonight (1984)
18. Never Let Me Down (1987)
19. The Tin Machine (1989)
20. Tin Machine II (1991)
21. Black Tie White Noise (1993)
22. The Buddha of Suburbia (1993)
23. Outside (1995)
24. Earthling (1997)
25. 'hours…'[en] (1999)
26. Heathen (2002)
27. Reality (2003)
28. The Next Day (2013)
29. Blackstar (2016)

## Кар'єра в кіно
Першою головною роллю Девіда стала робота у фільмі «Людина, яка впала на Землю» (1976), де він зіграв персонажа на ім'я Томас Джером Ньютон (англ. Thomas Jerome Newton) — прибульця з планети, яка гине від нестачі води, ця роль здобула визнання критиків (зокрема, Боуї нагороджений кінопремією «Сатурн»). У фільмі «Прекрасний жиголо, бідний жиголо» (1979), англо-німецькій постановці режисера Девіда Хеммінгса, Боуї зіграв одну з головних ролей — прусського офіцера Пауля фон Призгодскі (англ. Paul von Pryzgodski), який повернувся з Першої світової війни тоді, коли його вже кілька місяців всі вважали загиблим. Через якийсь час він зустрічає в кабаре свого колишнього однокурсника, який займається тим, що працює в «полку» якоїсь баронеси фон Семеринг (Марлен Дітріх) і розважає літніх багатих дам, тобто є жиголо. З його допомогою Поль знайомиться з баронесою.
У 1980-х роках Боуї продовжував зніматися в кіно, а також грав у бродвейській постановці «Людина-Слон» (1980-81). 1981 року він з'явився в епізодичному камео у фільмі «Christiane F», темою якого була історія юної наркоманки з Західного Берліна. Боуї також виконав головну роль у фільмі «Голод» (1983), разом з Катрін Денев і Сьюзен Серендон. У фільмі Боуї і Деньов — вампіри-коханці, героїня Деньов зробила його вампіром кілька століть тому. Тоді як вона є дійсно вічно молодою, він виявляє до свого жаху, що хоча він і безсмертний, але змушений старіти, і протягом фільму перетворюється на жалюгідного, жахливого старого. У фільмі Нагіси Осіми «Веселого Різдва, містер Лоуренс» 1983 року, заснованому на романі Лоренса ван дер Поста «The Seed and the Sower», Боуї зіграв майора Джека Селлірса (англ. Major Jack Celliers), військовополоненого в японському таборі для інтернованих. Інший відомий музикант Рюїті Сакамото зіграв командира табору, авторитет якого був підірваний химерною поведінкою Селлірса. Боуї зіграв камео в ролі The Shark у фільмі «Жовта борода» 1983 року, піратської комедії, знятої учасниками Монті Пайтон, і виконав невелику роль вбивці, Коліна Морріса, у фільмі «В ночі» 1985 року. Водночас Боуї дістав запрошення зіграти лиходія Макса Зоріна у черговому епізоді бондіани «Вид на вбивство» (1985), але він відмовився від ролі, заявивши — «я не хочу витрачати п'ять місяців, спостерігаючи, як мій дублер падає з гір» (англ. «I didn’t want to spend five months watching my stunt double fall off mountains»).
«Веселого Різдва, містер Лоуренс» справив враження на деяких критиків. Його наступний проєкт, рок-музичний фільм «Абсолютні новачки» (1986), розчарував критиків і не був успішним у прокаті. Того самого року він знявся у фільмі-фентезі Джима Хенсона «Лабіринт», зігравши роль короля гоблінів Джарета. З'явившись сильно загримованим у перуці, схожій на гриву, Боуї заспівав кілька нових пісень, написаних спеціально для фільму. Боуї зіграв Понтія Пілата у фільмі Мартіна Скорсезе «Остання спокуса Христа» 1988 року. Його певний час розглядали на роль Джокера у фільмі Тіма Бертона і Сема Хемма «Бетмен» 1989 року. Хемм прокоментував: «Девід Боуї виглядав би акуратним, тому що він дуже веселий, коли грає антагоністів». Роль у підсумку дісталася Джекові Ніколсону.
У дев'яностих роках Боуї зображував розлюченого службовця ресторану, антипода Розанни Аркетт у фільмі «Історія з пограбуванням» (1991), і грав таємного агента ФБР Філіппа Джеффріса у фільмі Девіда Лінча «Твін Пікс: вогонь, іди зі мною» (1992). Він отримав невелику, але важливу роль Енді Воргола в біографічному фільмі 1996 року «Баскія», художника/режисера Джуліана Шнабеля, про художника Жана-Мішеля Баскія. 1998 року Боуї виконав одну з головних ролей в італійському фільмі під назвою «Мій Дикий Захід» (спочатку називався «Il Mio West»). У ньому Девід грає найнебезпечнішого стрільця в регіоні. Однак фільм не виходив у Сполучених Штатах до 2005 року. 1998 року з'явився фільм «Оксамитова золота жила]]», драма Тодда Хейнса про епоху британського глем-року 1970-х. Сюжет фільму повністю вигаданий, проте при створенні образів головних героїв Браяна Слейда і Курта Вайлда режисер фільму відштовхувався від фігур музикантів-Девіда Боуї та Іггі Попа, яких зіграли Джонатан Ріс-Маєрс і Юен Мак-Грегор відповідно. Назву фільм дістав від заголовка пісні Боуї «Velvet Goldmine». Спочатку передбачалося, що фільм буде безпосередньо розповідати про Девіда Боуї, і режисер Тодд Хейнс виходив з його біографії, створюючи сценарій стрічки. Але Боуї виявився, м'яко кажучи, не в захваті від проєкту і заборонив використовувати в ньому свої пісні. В одному зі своїх інтерв'ю співак заявив, що сценарій — погань, що його образ у фільмі нецікавий, а сам глем-рок виглядає штучним і прилизаним (схожим на те, що робили у 80-х Нові Романтики, намагаючись відтворити ідею глему), тоді як у 70-х глем був вульгарним, позбавленим смаку і смішним.
Перш ніж з'явитися в телесеріалі «Голод» (1997), заснованому на однойменному фільмі 1983 року, музикант Голді запросив Боуї зіграти роль старіючого гангстера на ім'я Берні у фільмі «Понти» (1999), натхненному фільмом «Брайтонська скеля». Боуї знявся в ролі сусіда смертельно хворого дванадцятирічного хлопця у фільмі «Mr. Rice's Secret» 2000 року. 2001 року Боуї з'явився в камео у фільмі «Зразковий самець», виконавши роль судді фешн-змагання між персонажем Бена Стіллера Zoolander і персонажем Оуена Вілсона Hansel.
2002 року Боуї розглядали як одного з головних претендентів на роль графа фон Кролока в рок-мюзиклі Романа Полянського «Танець вампірів», але роль дісталася Майклові Кроуфорду.
2006 року Боуї зіграв разом з Крістіаном Бейлом і Г'ю Джекменом у фільмі «Престиж» режисера Крістофера Нолана, виконавши роль Ніколи Тесли. Сюжет оповідає про жорстоке протистояння між двома фокусниками на рубежі XIX—XX століть. Боуї озвучував негативного героя анімаційного фільму «Артур і Мініпути» — могутнього імператора Урдалака. Він також з'явився в камео в сіткомі «Масовка». Боуї (в рамках шоу) імпровізував і заспівав глумливу пісню головного персонажа Енді Міллмана, якого зіграв Рікі Джервейс. Крім того, він озвучував персонажа «Lord Royal Highness» в продовженні мультсеріалу «Губка Боб Квадратні Штани», анімаційному фільмі «Губка Боб Атлантичні Штани». Його останній кінопроєкт становить собою другорядну роль Ogilvie в новому фільмі «Август», режисера Остіна Чіка (найбільш відомого за постановкою і сценарієм романтичної драми «XX/XY» 2002 року), в якій також знялися Джош Гартнетт і Ріп Торн (з останнім Боуї вже грав у фільмі «Людина, яка впала на Землю»).

## Родина і особисте життя
Боуї познайомився зі своєю першою дружиною, моделлю Анжелою Барнетт 1969 року. Багато років по тому Боуї жартував, що «це сталося коли вони спали з одним і тим самим хлопцем». Вважають, що любов Анджели до моди і епатажу справила істотний вплив на ранню кар'єру Боуї і набуття ним популярності. Вони одружилися 19 березня 1970 в офісі реєстрації одружень міста Бромлі (графство Кент, Англія), де вона взяла його прізвище.
Ходили численні чутки, що саме на честь Анджели Боуї Мік Джаггер написав баладу «Angie», з альбому The Rolling Stones Goats Head Soup, хоча сам Джаггер це заперечував.
Їх єдиний син народився 30 травня 1971 року. Його назвали Зові (пізніше він волів називати себе Джо/Джові, хоча тепер він повернувся до свого оригінального імені, яке дали при народженні — «Данкан Зові Гейвуд Джонс») і став кінорежисером («Місяць 2112», «Варкрафт»). Народження сина надихнуло Боуї написати пісню «Kooks» з альбому Hunky Dory.
Девід і Анджела розлучилися після десяти років шлюбу 8 лютого 1980 року у Швейцарії. Розлучення стало компромісним рішенням для обох сторін.
У квітні 1992 року Боуї одружився з моделлю Іман Абдулмаджид, вінчання пройшло у Флоренції, у церкві Св. Якова. Весілля мало великий розмах, заможним туристам досі пропонують номери в готелі з виглядом на церкву, де вінчалися Девід та Іман. Девід Боуї сам написав музику для урочистої церемонії. «Нам так пощастило, що ми зустрілися саме в той момент, коли були потрібні один одному», — згадував пізніше співак. — «Вона — неймовірно красива жінка, але це лише одна сторона. Вона чудова людина і чудова мати…».
15 серпня 2000 року у подружжя народилася донька, дівчинку назвали Александрія Захра (а вдома її тепер називають просто Лексі), разом вони проживали на Мангеттені і в Лондоні. «Тепер я знову тато!» — радісно заявляв музикант, — «Що може бути кращим за це?». «Лексі повністю змінила моє життя! Ми граємо, я читаю їй на ніч — це так чудово! Я насолоджуюся кожною секундою нашого спілкування… Напевно, я кажу абсолютно банальні речі, характерні для будь-якого батька — але це так!». Дорослі діти від перших шлюбів добре сприйняли весілля батьків і появу сестрички. Девід був особливо радий тому, що зміг зберегти хороші стосунки з сином: «Відносно сина я багато про що жалкую. Я взяв його під опіку, коли йому було шість років, а доти його батьком була няня. Я ж був тоді не в порядку… Але всі зруйновані мости полагоджені. Я дякую долі, що у нас тепер нормальні, близькі стосунки».
Боуї жив у Швейцарії між 1976 і 1998 роками. Він проживав у великому шале в місті Блоне до 1982 року, а потім переїхав у резиденцію початку двадцятого століття, т. зв. Сигнальний замок (фр. Château du Signal) в Лозанні.

### Сексуальна орієнтація
На початку 1970-х років, у період розквіту глем-року, андрогінний стиль був популярним серед музикантів і сценічні образи молодого Боуї лише підігрівали чутки про його бісексуальність. Музикант підтвердив їх в інтерв'ю журналу Melody Maker в січні 1972 року, одночасно зі створенням образу Зіґґі Стардаста. В інтерв'ю «Плейбою» у вересні 1976 року Боуї сказав: «Це правда — я бісексуальний. Але не можу заперечувати, що я отримав чимало вигоди. Гадаю, це найкраще, що могло зі мною статися».
Пізніше в інтерв'ю Rolling Stone (1980) він дистанціювався від цих слів, назвавши своє визнання в бісексуальності «найбільшою помилкою, яку колись зробив». 1993 року він казав, що завжди був «прихованим гетеросексуалом» і що його інтерес до гомо — і бісексуальної культури були більшою мірою продуктом часу, ніж проявом його власних почуттів. Боуї констатував: «Я почувався зовсім не в гуморі».
Уже по-іншому Боуї оцінював це в інтерв'ю 2002 року журналу Blender. Йому поставили питання: «Одного разу ви сказали, що визнання в бісексуальності було „найбільшою помилкою у вашому житті“. Ви досі так вважаєте?». Він відповів:
| Цікаво. [Довга пауза] Я не думаю, що це було великою помилкою в Європі, але в Америці це було набагато більш нерозважливо. Я не мав проблем з людьми, які знали, що я бісексуальний. Але я не мав жодного бажання тримати якісь плакати або бути представником якоїсь групи людей. Я знав, ким хотів бути — автором пісень і артистом, і я відчував, що бісексуальність була моїм «прапором» тут занадто довго. Америка — досить пуританське місце. Я думаю, що це завадило мені реалізувати багато з того, про що мріяв. Оригінальний текст (англ.) Interesting. [Long pause] I don’t think it was a mistake in Europe, but it was a lot tougher in America. I had no problem with people knowing I was bisexual. But I had no inclination to hold any banners or be a representative of any group of people. I knew what I wanted to be, which was a songwriter and a performer, and I felt that bisexuality became my headline over here for so long. America is a very puritanical place, and I think it stood in the way of so much I wanted to do. |

Девід Баклі писав, що Боуї «використовував сексуальну інтригу як засіб для шоку». За словами Мері Фінніґан — його короткочасної дівчини в 1969 році — Девід і Енджі «створили свою бісексуальну фантазію». Крістофер Сенфорд писав, що Девід «майже фетишизував повторення жарту про те, що вони з дружиною познайомилися, “трахкаючи одного й того ж хлопця”... Гомосексуальний секс завжди був темою для анекдотів і жартів». У 2016 році Марк Істон з BBC зазначив, що «Британія стала значно толерантнішою до відмінностей», і що права ЛГБТ і гендерна рівність не отримали б такого широкого визнання, якби не андрогінний виклик Боуї багато років тому.

## Музичні корені
Людина з багатьма голосами, Девід Боуї від часів своїх ранніх записів на початку 1960-х використовував широке розмаїття музичних стилів. На його ранні твори і виступи сильно вплинули не лише рок-н-рольники, такі як Літл Річард і Елвіс Преслі, але й решта шоу-бізнесу. Особливо він прагнув бути схожим на британського музичного театрального співака/автора пісень і актора Ентоні Ньюлі, вокальний стиль якого він часто запозичав і широко використовував на своєму дебютному альбомі (1967) — що викликало відразу родичів Ньюлі, один з яких обізвав альбом «поганню», і безпосередньо самого Ньюлі, який знищив копію, яку отримав від видавця Боуї.
Музикознавець Джеймс Перон (англ. James Perone) зазначає використання Девідом змін октави для різних повторів однієї і тієї ж мелодії, про що свідчить комерційний успіх його синглу «Space Oddity». Цей метод Боуї потім застосував у пісні «Heroes» для посилення драматичного ефекту. Перон зазначає, що «у нижній частині його вокальної партії його голос звучить багато, подібно до естрадного співака» (англ. «in the lowest part of his vocal register his voice has an almost crooner-like richness»).
Викладач вокалу Джо Томпсон описує вокальну техніку вібрато Боуї, як «особливо навмисну і відмітну». Шиндер і Шварц (англ. Schinder & Schwartz) називають його «вокалістом надзвичайних технічних можливостей, який в змозі передавати своїм співом особливий емоційний ефект». У вокальному плані, так само як у його сценічних образах і написання пісень, багатогранна натура співака подібна до хамелеона. Історіограф Майкл Кемпбелл (англ. Michael Campbell) каже, що пісні Боуї «підкорюють наші вуха без зусиль. Але Боуї постійно переходить від образу до образу, оскільки він придумує собі нові втілення. Його голос різко змінюється впродовж усієї його кар'єри».

## Спадщина
Інноваційні пісні Боуї та сценічна постановка його концертів привнесли нову парадигму в популярну музику початку 1970-х років, значною мірою вплинувши на її форми і подальший розвиток. Піонер глем-року Боуї, на думку музичних істориків Шиндера і Шварца (англ. Schinder and Schwartz), має рівноцінний вклад з Марком Боланом у створення та популяризацію цього жанру. Сценічні експерименти Боуї початку 1970-х стали джерелом натхнення для багатьох майбутніх панк-виконавців. Історіограф Майкл Кемпбелл називає Боуї «одним з оригінальних впливів на панк-музику». Боуї одночасно досліджував й інші нові напрямки, які з часом почали впливати на музикантів. Біограф Девід Баклі пише, що «тоді, коли панк-рок з шумом змінив стандартну модель трихвилинної пісні, демонструючи виклик громадськості, Боуї майже повністю відмовився від традиційних прийомів року». Музикознавець Джеймс Перон вважає, що Боуї «привніс витонченість у рок-музику». Критики часто визнають інтелектуальну глибину його робіт і безсумнівний вплив його музики.
Як зазначав Дейв Еверлі (журнал Q), кар'єра Боуї була наповнена «грандіозними художніми заявами», найвидатнішою з яких став альбом The Rise and Fall of Ziggy Stardust and the Spiders from Mars, який не просто «став визначальним для ери глем-року і перетворив творця у культового співака», але й помітно змінив хід розвитку сучасної музики. Втілившись у Зіггі, Боуї першим «перетнув межу між художником і його творінням» і таким чином (за словами Еверлі) провів «вододіл в рок-н-ролі — між його чорно-білим минулим та яскравим, багатобарвним майбутнім». Згодом суть концепції перейняло багато популярних виконавців: Pink Floyd, Мерілін Менсон і навіть Гарт Брукс, але, як зазначав Еверлі, «той факт, що ніхто з них не зумів навіть близько відтворити початковий ефект, свідчить про геніальність творіння Боуї».
Як писав Д. Баклі, на початку 1970-х років попсвіт був «роздутим, пафосним, одягненим в шкіру, самовдоволеним, а Боуї кинув виклик основним канонам тогочасної рок-музики». «Одна відмітна риса прогресив-року початку 1970-х — це відсутність прогресу. До приходу Боуї люди не хотіли занадто великих змін», — зазначав Джон Піл.
Як писав Баклі, Боуї «підірвав основи поняття про те, якою повинна бути рок-зірка»; після нього «…не було вже жодної попікони такого масштабу, тому що попсвіту, який виробляв таких рок-богів, більше не існує. Міцність прихильності культу Боуї була також унікальною — його вплив тривав довше і був більш творчим ніж, можливо, будь-яка інша сила в попспільноті». Боуї (підсумовує Баклі) — «…і зірка, і ікона. Величезний обсяг створених ним робіт зумовив виникнення, мабуть, найбільшого культу в популярній культурі… Його вплив на масову культуру унікальний: він змінив більше життів, проникнувши в них, ніж будь-яка порівнянна з ним фігура».
Перетворивши свій творчий шлях в безперервну низку переосмислень і трансформацій, Боуї неухильно розширював свій вплив на музичну індустрію. Як зазначав музичний оглядач Бред Філікі (англ. Brad Filicky), упродовж десятиліть «Боуї став знаний як музичний хамелеон, якому вдавалося рівною мірою успішно міняти як тенденції, так і власний стиль, з тим, щоб <цим тенденціям> відповідати», в кінцевому підсумку за рівнем впливу на моду і попкультуру «поступаючись хіба що Мадонні».
Девід Боуї був, можливо, першим рок-музикантом, який виконав знамениту «місячну ходу», при цьому залишаючись на місці. Початкова версія танцю з'явилася ще в пантомімних п'єсах Боуї в 1960-х роках, а 1974 року він її активно використовував у Diamond Dogs Tour. Серед тих, хто відвідував лос-анджелеські шоу туру, був і Майкл Джексон, який пізніше висловлювався про дивні рухи Боуї.
Біограф Томас Форгет (англ. Thomas Forget) пише: «У зв'язку з тим, що він досяг успіху в найрізноманітніших музичних стилях, сьогодні майже неможливо знайти популярного артиста, який би не перебував під впливом Девіда Боуї».

## Громадська діяльність
- У 1970-х роках Боуї викликав полеміку деякими своїми радикальними політичними коментарями, заявивши, що Англія могла б отримати користь від фашистського лідера і що «Адольф Гітлер був однією з перших рок-зірок»[156]. Такі коментарі були одним з мотиваційних чинників для лейблів заснувати компанію «Рок проти расизму»[179]. Незабаром Боуї заявив, що відмовляється від своїх слів; він стверджував, що був у ті дні надто захоплений окультизмом, Ніцше і Товариством Туле і, крім того, постійно перебував під впливом наркотиків. «Я зробив дві-три поверхневі, театральні заяви про британське суспільство; єдине, що можу тепер протиставити їм, — це заява про те, що я НЕ є фашистом»[67], — говорив він вже 1977 року.
- У вересні 2007 року він зробив внесок в розмірі $10 000 в Національну асоціацію сприяння прогресу кольорового населення[180] для правозахисного фонду Jena Six, щоб допомогти оплатити рахунки шести чорношкірих підлітків, заарештованих і звинувачених у злочинах, пов'язаних з їх участю у нападі на білого підлітка в місті Джена, штат Луїзіана[181].
- 2015 року Девід Боуї, Іггі Поп, Бйорк і кілька десятків інших артистів підписали звернення до конференції ООН з питань зміни клімату. Відкритий лист закликає до створення світової координаційної ради щодо запобігання глобальному потеплінню, розвитку низьковуглецевої економіки та інших заходів з поліпшення екології Землі[182].

## Суспільна думка
- 2000 року за результатами опитування, в якому взяло участь понад 190 тисяч осіб, пісня «Under Pressure» посіла десяте місце в списку найкращих пісень тисячоліття[183].
- 2009 року німецький науковець Петер Єгер (нім. Peter Jäger) відкрив новий рідкісний вид павуків і вирішив назвати його на честь Девіда Боуї. Представник виду, що дістав назву Heteropoda davidbowie. Дослідник виявив його в Малайзії. За словами арахнолога, на це його надихнуло турне Боуї Glass Spider і пісня «Ziggy Stardust»[184].
- За підсумками опитування, яке провела британська радіостанція Planet Rock, Девід Боуї посів 11-те місце у списку «40 найвизначніших рок-вокалістів всіх часів»[185].
- 2002 року Moby сказав: «Без Девіда Боуї популярної музики не існувало б».
- Телеканал VH1 поставив Боуї на 7-ме місце в списку «100 найвидатніших артистів усіх часів»[186].
- В опитуванні компанії Zippo, метою якого було виявити найбільш впливових музикантів останніх 50 років, Боуї посів четверте місце, поступившись лише гуртам The Beatles, Queen і The Rolling Stones[187].
- Девід Боуї посів дев'яте місце з дванадцяти у рейтингу найуспішніших артистів в історії британського чарту «Diamond Dozen» («Діамантова дюжина»), приуроченому до двох ювілеїв — 60-річчя перебування на троні королеви Великої Британії Єлизавети II і 60-річчя британського чарту синглів. За даними Official Charts Company — упорядника офіційних музичних хіт-парадів Великої Британії, сингли музиканта розійшлися тиражем 10,6 мільйона примірників[188].
- У вересні 2012 року Боуї визнано «Іконою NME», музикант посів третє місце у голосуванні за звання найкращого музиканта останніх 60 років. Онлайн-опитування стартувало на сайті видання в березні і присвячувалося його 60-річчю. Учасникам голосування пропонувалося вибрати найкращих серед 60 претендентів. За шість місяців в опитуванні взяли участь більш як 160 тисяч людей. Попереду Боуї виявилися лише Джон Леннон і Ліам Галлахер[189].
- В грудні 2012 року Боуї посів 37-ме місце в символічному списку «Найкращі виконавці за 10 років скробблінга» порталу Last.fm[190].

## Музика Боуї в кіно
Нижче наведено список найзгадуваніших пісень Боуї в саундтреках повнометражних кінофільмів, а також телесеріалів і відеоігор:
1. «Under Pressure» (29)
2. «Heroes» (20)
3. «Let's Dance» (16)
4. «Rebel Rebel» (12)
5. «Changes» (10)
«Fame» (10; включаючи версію 1990 року)
«Life on Mars?» (10)
6. «Ice Ice Baby» (9) — хіт американського репера Vanilla Ice, в якому використано семпл з «Under Pressure» спільної роботи Боуї та Queen.
«Space Oddity» (9)
7. «Suffragette City» (8)
8. The Martian

Деякі голлівудські фільми дістали назви за піснями Боуї:
- «Оксамитова золота жила» (англ. Velvet Goldmine) та ін.

Крім того, деякі відомі серіали були названі на честь його композицій:
- «Прах до праху» (англ. Ashes to Ashes)
- «Життя на Марсі» (англ. Life on Mars)

## Нагороди і номінації
Пісня «Space Oddity», що забезпечила 1969 року Боуї фінансовий успіх, здобула спеціальну премію Айвора Новелло. За роль у науково-фантастичному фільмі «Людина, яка впала на Землю» 1976 року він здобув премію «Сатурн» в номінації «Найкращий кіноактор». У наступні десятиліття він також удостоювався численних нагород, завоювавши, зокрема, дві премії «Греммі» і дві Brit Awards.
1999 року французький уряд нагородив Боуї орденом Мистецтв та літератури командорського ступеня. Того ж року він також здобув ступінь почесного доктора музичного коледжу Берклі. 2000 року Боуї відмовився від британської нагороди Командора Британської імперії, а 2003 року і від титулу лицаря, заявивши: «Я ніколи не припускав, що отримаю щось подібне. Я справді не знаю, для чого він потрібен. Це не те, заради чого я все життя працював».
За час кар'єри Боуї було продано близько 136 мільйонів платівок і дисків з його музикою. У Великій Британії вручили 9 платинових, 11 золотих, 8 срібних сертифікатів, а в Сполучених Штатах — 5 платинових і 7 золотих. 2002 року він посів 29-те місце в списку Ста найвизначніших британців". 2004 року журнал Rolling Stone поставив його на 39-те місце в списку «100 найвизначніших виконавців усіх часів» і на 23-тє серед найкращих вокалістів усіх часів.
17 січня 1996 року Девіда Боуї ввели до Зали слави рок-н-ролу.

## Культурний вплив
Пісні Девіда Боуї Life on Mars? та Ashes to Ashes дали назву британським серіалам Життя на Марсі та Прах до праху відповідно. Крім того, ці пісні грають у ключових моментах обох серіалів. 2020 року знято біографічний фільм «Девід Боуї: історія людини з зірок».

## Образ у літературі
- Дитячі роки Девіда описані в книзі для дітей «Катерина Лебедєва про Богдана Хмельницького, Мері Рід, Владислава Городецького, Вірджинію Вулф, Девіда Боуї» / К. Лебедєва. — Київ : Грані-Т, 2008. — 96 c.: іл. — (Серія «Життя видатних дітей»). — ISBN 978-966-2923-77-3. — ISBN 978-966-465-128-5.